# 工党 (英国)
工黨（英語：Labour Party）是英國中間偏左政黨，與保守黨並列為英國兩大主要政黨。目前為英國下議院最大黨，亦是英國的執政黨。
英國工黨成立於1900年，源自該國19世紀的工會運動和社會主義政黨發展而成，並於1927年與合作黨結盟。該黨在1920年代初期超越自由黨，成為保守黨的主要反對黨，並在1920年代和1930年代初期初次籌組兩個少數黨政府。在二戰期間，工黨在國民政府中分擔勞工及經濟要職。隨後，由艾德禮領導的首個工黨多數政府於1945年至1951年間，成立了國民保健署並推動發展福利國家。在哈羅德·威爾遜和詹姆斯·卡拉漢的帶領下，工黨在1964年至1970年及1974年至1979年間再次執政。1990年代，貝理雅推動「新工黨」計劃並將工黨定位於中間派；該黨亦在他及白高敦領導下從1997年執政至2010年。2020年代，施紀賢再次將工黨帶向中間派的定位，並自2024年起執政至今。
在國內，工黨亦有在倫敦、威爾斯、蘇格蘭及北愛爾蘭設立半自治黨部，並於北愛爾蘭的各層選舉中支持社會民主工黨；現時威爾斯工黨是威爾斯的執政黨，而蘇格蘭工黨是蘇格蘭的第二大在野黨。在國際舞台上，工黨是歐洲社會黨及進步聯盟的成員，亦是社會黨國際的觀察員。截止2024年3月，該黨黨員人數達至366,604人。

## 歷史

### 起源
工黨的起源可追溯至19世紀末：當時該黨主要代表工會的利益，以及在市區迅速成長的勞動階層。1867年和1884年選舉權兩度開放後，數十萬名工人首次獲得投票權。工業區內興起了各種不同的工會組織，而工會領袖利用衛理公會復興運動的傳統，尋求團結成員的方式。數個小型的社會主義組織隨之成立，並試圖通過勞動階層的民意基礎來獲得政治影響力；其中最成功的便是費邊社，由中產階級的改革者組織而成。勞工派國會議員凱爾·哈第亦致力於促進工會和左翼組織的合作，例如他所創立的獨立工黨。

#### 背景
19世纪后期，数量日增的城市无产阶级和甫获得参政权的男性工人阶级，迫切需要能代表自己利益的政党。一些工会运动分子始兴趣于进入政坛，在1867年和1885年参政权两次扩展后，自由党接纳了一批由工会赞助的候选人。在此期间，还有几个小型的社会主义团体成立起来，旨在将这一运动与政治政策产生联系。其中主要的是独立工党、社会民主联盟、知识分子中产阶级费边社和苏格兰工党。
与此同时，英国的社会主义在地方政治中取得进展。1889年费边社和自由党组成的“进步”党在伦敦郡议会举行的首次选举中取得多数。这个有社会主义者发挥重要影响力的郡议会贯彻了公有化计划，建立了英格兰的首批社会住房，增加了消防队等服务项目的开支，增设了公园和公共浴场，改善了伦敦的下水道系统，道路被拓宽，连接多格斯岛和格林威治的黑墙隧道于1897年投入使用。第一次世界大战爆发之前，积极参与社会政策的妇女劳动联盟在肯辛顿建立了儿童福利诊所。
1892年，独立工党党员弗雷德·乔维特成为被选入布拉德福德市议会的第一位社会主义者。几个月后，乔维特在该市成立了独立工党的地方党部。作为贝德福德市议会议员，乔维特负责拟定了最终由地方当局采纳的几项重要改革。1904年，布拉德福德成为英国首个由学校免费供餐的地方当局，该市部分贫民窟地区获得拆除重建。他也支持《1834年济贫法》，并在成为济贫法监护人委员会委员后致力于改善布拉德福德市济贫工厂里儿童食品的品質。
1898年，西汉姆自治市议会成为有史以来首个独立工党控制的议会。新当局开展了一项扩大市政工作队伍并将其直接置于公共控制之下的计划，以改善工作保障、条件和待遇。为市当局雇员提供最低工资、八小时工作制及两周的年假。虽然两年后该市议会易主，但两年间取得的成果证明了独立工党在市一级推动改革的有效性。
在1895年大选中，独立工党提名28位候选人，但只赢得了44,325张选票。该党领袖凯尔·哈迪认为，为了在国会选举中取得成功，有必要与其他左派团体联合起来。

#### 劳工代表委员会

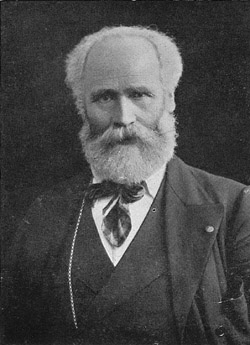
工党建党领袖凯尔·哈迪

19世纪90年代发生的一系列针对工会的诉讼案件，使工会的合法权利受到了威胁，它迫切需要有一个自己的政党在议会中代表工人阶级说话；而社会主义团体在当时情况下，如果得不到工会的支持，也不可能成为真正有影响力的政治力量。所以，工会和社会主义团体尽管在一些重大问题上尚存在着分歧，但最终还是走到了一起。
1899年，一位来自唐卡斯特的铁路从业者协会会员Thomas R. Steels在该协会的地方分会上提议由工会大会召集一次特别会议，将所有左翼组织整合为一个赞助国会议员候选人的机构。这个动议通过了工会大会的所有流程，拟议的会议于1900年2月26日到27日在Farringdon街公理会纪念堂召开。出席会议的有各种工人阶级和左派组织的工会 - 工会代表的约三分之一成员为工会大会委派。
经过辩论后，129位代表通过了凯尔·哈迪的议案，该议案称“国会内应有一个独特的、有自己的党鞭、并能就其政策达成一致的工党党团，它必须拥有随时准备与目前能致力于促进劳工利益立法的任何一党派合作的意愿。”新组织使用了“劳工代表委员会”的名称，其性质主要还是一个竞选联盟，目的是将工会分子和能代表劳工阶级的候选人选进国会。新组织的领袖非其人则缺，来自独立工党的被提名人拉姆齐·麦克唐纳当选为党书记。新书记的首个艰难任务就是组织的团结。1900年10月的“战时大选”来得太快，以致新党难以有效地组织竞选；选举总经费只有33英镑。只有15位候选人获得赞助，其中两人获得成功；凯尔·哈迪在梅瑟蒂德菲尔当选，理查德·贝尔在德比当选。
1901年的《塔夫谷铁路公司案》中—这是罢工者与一家铁路公司之间的纠纷，工会被命令为罢工支付23,000英镑的赔偿金—罢工者受到劳工代表委员会的帮助。由于雇主可以从工会收回失去的工作成本，判决实际上使罢工非法。阿瑟·贝尔福领导下的保守党政府对工商业界（传统上是自由党的盟友反对保守党的土地利益）的明显默许，愈发使劳工代表委员会反对一个似乎很少关心产业工人及其问题的政府。

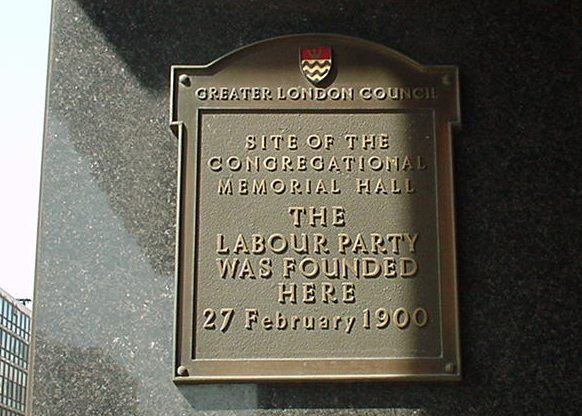
建党之初工党在Farringdon街14号Caroone大厦总部的牌匾

在1906年大选中，劳工代表委员会赢得了29个席位，这得益于拉姆齐·麦克唐纳和自由党党鞭长赫伯特·格莱斯顿之间的1903年秘密协议，即工党通过在大选中支持自由党，来换取自由党在选举中的支持，避免劳工和自由党候选人之间的分票，以便能将保守党现任议员击败。自由党人迫切希望减少保守党的议席，并列出30个目标选区，在这些选区，自由党不会提名自己的候选人，并允许劳工代表委员会无偿使用自己的政策纲领，换取后者共同反对保守党。最终委员会在这30个选区中赢得25个。
1906年2月15日，即大选后委员会的第一次集会上，决定正式改名为“工党”。凯尔·哈迪在党成立的过程中起了主导作用，当选为国会工党主席（实际上的党领袖），虽然经过多轮投票后只比戴维·沙克尔顿多得一票。工党在成立的初期，独立工党提供了大量活动资源，因为1918年之前党还不接纳个人党员。费边社为党提供了智力支持。新自由党政府的首件大事就是扭转了《塔夫谷案》的结果，同时工党议员鼓励和支持渐进措施，如《1906年工人赔偿法令》、《1908年矿业管理法令》、《1908年长者年金法令》，并在公立学校进行强制医学检查。1906年，工党在新议会取得了首次立法成功，工党议员、曾任职于布拉德福德市议会的弗雷德·乔维特提出的一项法案成为了《1906年教育(供餐)法令》。工党在自由福利改革方面的影响力是大选前建立的非正式的劳工 - 自由党联盟的结果。1908年，工党帮助H·H·阿斯奎斯政府通过英国首部养老金法律，1910年大选，两党扩大合作，《1911年国家保险法令》提供了健康和失业保险。
由于力量相对弱小，工党在很多方面必须与自由党合作；而自由党出于竞选需要，也希望工党的支持。在当时情况下，工党在政治上只能受制于自由党，在一些重大议题上不得不作出违背初衷的表态，使工党的处境十分尴尬。此外，由于工党缺乏议会斗争经验和管理政务能力，一时还提不出能获得广泛支持的政策，以及工党内部不够团结等因素，使新生的工党在英国政坛上的前途并不十分明朗。

### 建党之初和党势上升
工党与自由党的选举协议一直持续到20世纪20年代工党能够自行其是为止。而与此同时自由党正在不可逆转的衰落中。原因是工人阶级微妙的社会变化，产生了想独立行事的年轻一代。历史学家Michael Childs认为年轻一代有理由选择工党而非自由党的政治风格。社会因素包括世俗化的基础教育（对非新教徒的影响较小）；1890年以后的“新工联主义”使非技术工替代过去由技术工主导的趋势；以及新的业余时间活动，特别是音乐厅和体育活动，吸引青年与老一代的自由党选民渐行渐远。Childs指出，1918年大选的改革使许多年轻工人阶级获得投票权，20年代自由主义主导的年长选民的流失使工党得以取代自由党。
1910年大选，有42名工党议员当选，大选前一年，上议院通过了奥斯本判决，裁定英国的工会不能再捐款资助工党议员的竞选经费和工资。执政的自由党不愿意动用委任立法废除这一司法判决。自由党的妥协方案是工会仍可为议会议员提供工资，而切断议员与工会的牵扯。但到1913年，面对最大工会的反对，自由党政府通过了《贸易争端法》，允许工会再次向工党议员提供资金。
到1914年，约有420名工党民意代表在各种市议会任职，而且不包括数目众多的少数矿区郡议员或监护人委员会、教区议会和区议会议员。除了教育及对在校生的供餐和体检外，工党在地方政府中最迫切的议题是在当地为失业者提供工作、八小时工作日、推行公共合同中公平工资条款，以及改善地方当局雇员的公平工资和条件。在一些地区（特别是伯明翰和格拉斯哥），工党面临更积极支持城市住房建设和贫民窟拆迁改造计划的压力，同时也继续被激励（与监护人委员会有关）改善失业者和其他贫困阶层尤其是残疾人和老年人的待遇。住房建设、公共卫生服务与贸易型企业之间的折中办法成为工党参与地方政治的主要政纲之一。

#### 第一次世界大战
第一次世界大战标志着工党的突破，自由党实力锐减，工党成为仅次于保守党第二大党。历史学家Andrew Thorpe认为“工党得以迅速崛起得益于战争期间各党派保持着基本的团结。”战前，工党秉持一种反对资本主义战争的论调。然而，德国入侵比利时和党员汹涌的主战浪潮使战争在英国国内受到越来越多的支持。拉姆齐·麦克唐纳继续反对这场战争，但他很快就辞去党领袖职务，强烈主张打垮德国的阿瑟·亨德森取而代之。1915年，亨德森被邀请加入阿斯奎斯的战时政府，任教育委员会主席，并兼任首相劳务问题顾问，这是工党党员首次入阁。阿斯奎斯希望以此换取工会的合作来大幅提高军火生产。同时加入政府的还有前工党党鞭长乔治·罗伯茨和威廉·布鲁斯。1916年大卫·劳合·乔治取代阿斯奎斯任首相，更多工党要员得以进入政府任职，亨德森更升入战时内阁，前工程师乔治·巴恩斯任养老金大臣，前煤矿工人约翰·霍奇任劳工大臣。罗伯茨、布鲁斯和另一工党议员詹姆斯·帕克任次官级职务。
尽管工党内主流意见是主战的，但独立工党却组织了反征兵联盟，工党另一附属组织不列颠社会党则发动了罢工来表明其反战立场。1917年8月亨德森辞去内阁职务，因其关于战争国际会议的提议被其他内阁成员否决。总的来说，英国的各种工党组织是支持战争的，而不像他们在欧洲大陆的同道们那样。
一战期间，工党在服务于政府内外的同时，能够影响一些社会政策的渐进发展。当时90％的住房属于私人房东，在战时价格不断上涨（有时是为了暴利）的情况下，房东还试图增加租金。这导致了1915年发生了一系列的自发性抗议活动，这些抗议活动常常由当地的工党组织来协调，例如在格拉斯哥，独立工党发挥了主导作用。这迫使政府通过立法，以战前水平确定战时的房屋租金。这是重要的，因为它表明工党成为保卫工人阶级住房利益的政党，而非其政敌，同时也帮助工党将其视野由工会问题一隅扩展到地方事务上，更直接吸引了女性选民。此外，还如历史学家安德鲁·索普所说：“通过国家行为来控制市场行为对弱势工人阶级的影响。”
工党还争取“份额公平”，打击暴利和无限制的市场行为，并通过向政府施加压力取得一些进展。工党努力对发战争财等行为进行高额征税，同时引入定量配给和其他管控措施，并于1917年起通过在食品部任职的约翰·克莱恩斯实行了价格控制措施，以稳定食品价格，而官方配给制在1918年初开始实施，确保实现“公平竞争”。1915年还引入了超额利润税，到1917年时上调至高达80％，而工党的功劳簿上还记录了1916年战时紧急状态工人全国委员会（War Emergency Workers' National Committee）发起的“征收财富”运动。
由于“公平竞争”是英国激进主义的伟大传统之一，工党在这方面的优势是明显的，而这种政策的实施可以大大提高工党的总体信誉。——安德鲁·索普
工党各位大臣的战时经历使他们对于党利用国家机构实现社会变革的能力更加自信，并激励其抵制地方上的苏维埃运动和初出茅庐的英国共产党呼吁的“直接行动”政策。工党以更快的速度向前发展，以韦伯夫妇为代表的一批知识分子也进入了工党的决策层，为工党政治理论素养的提高增添了活力。然而，在1918年工党年会上，颁布了工党历史上第一个党章，其第四条日后将成为党内斗争的焦点，该条款由西德尼·韦伯在一年前起草，呼吁“确保生产工具，分销渠道和交易媒介均为共同拥有”。
战后的选举反映了工党地方活动基础和组织的增长，合作社运动在战后向劳工与合作党提供资源。该党后来与工党达成选举协议。1921-1923年工党禁止与大不列颠共产党合作。与此同时，自由党迅速衰落，发生了灾难性的分裂，使工党能够夺取大部分自由党的支持者。
随着自由党的混乱，工党在1922年赢得了142个席位，成为下议院第二大政治集团，并且成为保守党政府的官方反对党，理论上工党已具有了执政的可能性。大选后，在政治上获得平反的拉姆齐·麦克唐纳成为党的第一位正式领袖。
在地方，工党不断取得进展。1919年，约翰·亚当斯领导的坎伯兰郡阿莱克顿和弗里京顿区议会议员选举大获成功。成为英格兰首个完全由工党议员组成的议会。

### 拉姆齐·麦克唐纳领导的第一次工党政府

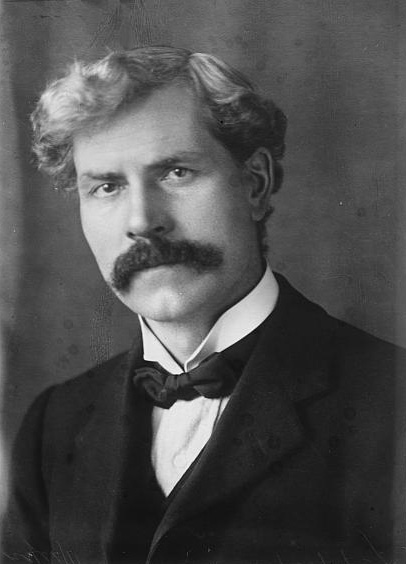
拉姆齐·麦克唐纳，1924年成为第一位工党籍首相，1929-35又领导了国民政府

#### 第一次工党政府（1924年）
1923年大选结果出现悬浮议会：自由党获得159席；工党获得191席，不及下院议席数的三分之一，但仍超过自由党；而保守党坚持关税壁垒，致使其失去了90个议席，议员人数降到258人，虽然为下院中最大的党，但已不再拥有过半的多数了。人们呼唤一个支持自由贸易的政府。1924年1月，在阿斯奎斯领导的自由党支持下，工党成立了第一届工党政府。
由于政府不得不依靠自由党的支持，因此无法在下议院通过任何可论证的社会主义立法。工党政府最大政绩是通过了《惠特利住房法令》，该法计划为工薪阶层家庭提供50万套住房。
九个月后政府就崩溃了，因为自由党投票支持专责委员会对《坎贝尔案》进行调查，麦克唐纳首相宣布这次表决是信任投票。在1924年10月8日举行的两次投票中麦克唐纳政府均以160多票的大幅劣势失败，为有史以来政府一方在国会表决中遭遇的最大失败，其记录直到2019年才由特蕾莎·梅政府打破。坎贝尔案是一名为J·R·坎贝尔的亲共产主义记者发表一封对军队进行挑衅的公开信而被工党政府总检察长以煽动叛乱罪起诉的案件，工党政府因其后座议员的反对而撤诉，但自由党和保守党则主张调查。
在接下来的大选投票前四天，季诺维也夫的信件被《每日邮报》披露，这使得工党卷入在英国发动共产主义革命的阴谋。保守党重新掌权；尽管工党的得票率从30.7％上升到33.3%，但议席却下降了40席；自由党损失最大，大部分席位均为保守党所夺。现在人们普遍认为，季诺维也夫的信件系伪造。

#### 总罢工（1926年）
新的保守党政府在首相斯坦利·鲍德温领导下对1926年大罢工采取决定性措施，通过避免暴力和发动中产阶级罢工破坏者使大罢工在9天时间内结束。拉姆齐·麦克唐纳延续了其反对包括总罢工在内的罢工行动的政策，而认为实现社会改革的最佳方式是通过选票表达。工党对媒体深感不信任，并在由敌对媒体主导的舆论战场上频频失利。在总结吸取了教训后，工党转而采用了有意识地媒体参与政策，特别是与英国广播公司的合作，从长远来看，这已被证明是成功的。

#### 第二次工党政府（1929年—1931年）
1929年大选，工党赢得287席，得票率37.1％（实际上略低于保守党），第一次成为下院多数党，虽然还不是绝对多数。然而，麦克唐纳仍然需依靠自由党的支持来组建少数派政府。麦克唐纳政府延揽了英国第一位女性内阁大臣——劳工大臣玛格丽特·邦德菲尔德。
第二次麦克唐纳政府在议会中的地位比其第一次政府更稳固，并在1930年通过了修订版的《长者退休金法令》，一部更为慷慨的《失业保险法令》，以及一部改善煤炭行业工资和条件的法令（即针对总罢工背后的问题）。例如，根据《1930年煤矿法令》，建立了产出和价格监管的市场营销方案，同时设置一个独立委员会来统一地促进该方案。最低工资和最低生活保障被定为一年，同时增加和改善了矿工安全保障措施。而《1929年养老金法令》则向超过50万以前被排除在养老金制度之外的儿童、老人和寡妇提供养老金。

##### 大萧条和麦克唐纳领导下的分裂
不幸的是，工党政府上台不久就爆发了华尔街股灾和世界经济大萧条，重创了英国经济。经济危机的直接后果是失业人数激增，截至1930年底，失业率翻了一番，达到了250多万人。
工党政府努力应对并试图调和两个相互矛盾的目标：实现预算平衡以维持英镑的金本位；同时也努力维持对穷人和失业者的援助。所有这些目标都要面临税收收入下降的挑战。政府内部在是否削减政府公共开支和提高税收上存在严重分歧，财政大臣菲利普·斯諾登反对引入赤字性开支。
专管失业问题的兰开斯特公爵领地相奥斯瓦尔德·莫斯利于1930年1月发表《莫斯利备忘录》，呼吁公众控制进口和银行业，并增加养老金以提高消费能力。但这种呼吁一再被拒绝。莫斯利遂于1931年2月辞去政府职务并退出工党，另行组建新党（New Party），后改组为不列颠法西斯联盟，他在意大利转变法西斯主义者。
情况到1931年时进一步恶化。在工党的自由党盟友以及担心预算失衡的反对党保守党压力下，工党政府任命了一个由金融专家、保诚保险公司秘书乔治·梅爵士领导的委员会来审查公共财政状况。1931年7月该委员会发表《梅报告》，敦促公共部门减薪和大幅削减公共支出（特别是减少失业者补贴），以避免预算赤字。
这项建议在工党基层和工会中非常不受欢迎，工会和几位政府大臣一起拒绝支持任何此类措施。外交大臣阿瑟·亨德森和内政大臣J·R·克莱恩斯等几位高级大臣宁以辞职相威胁也不愿同意裁员减薪。然而，麦克唐纳首相和菲利普·斯诺登坚持认为必须采纳报告的建议以避免产生预算赤字。
关于支出和减薪的争议分裂了工党政府；事实证明这对工党来说是致命的。内阁多次未能就削减支出或增加关税达成一致。由此产生的政治僵局导致投资者感到恐慌，资本和黄金价格的飞涨使经济形式进一步恶化。为应对这种局面，麦克唐纳在国王乔治五世的敦促下与保守党和一部分自由党组建了国民政府。1931年8月24日，麦克唐纳提交了大臣们的辞职信，并带领少数高级同事，特别是斯诺登和自治领大臣J·H· 托马斯，与其他政党组成新政府。9月28日，工党全国执行委员会将麦克唐纳及其支持者开除出党，麦克唐纳遂组建国民工党。工党出现了大分裂。由亚瑟·亨德森领导的工党以及未参加政府的自由党成为反对党。由此导致的1931年大选中国民政府获得压倒性胜利，而对工党来说则是一场灾难，工党仅获得52个席位，比1929年少225个席位。
麦克唐纳一直担任由保守党主导的国民政府首相到1935年。他的行为被工党视为背叛而遭到后者强烈谴责，工党将他称为“叛徒”和“老鼠”。

### 作为国民政府的反对党时期
1931年接替麦克唐纳任工党领袖的亚瑟·亨德森在当年的大选中连自己的议席也未能保住。在断崖式失败中，前工党内阁成员只有和平主义者、前劳动大臣乔治·兰斯伯里幸存，他也就顺理成章地当选为党的领袖。
1932年，工党经历进一步分裂，独立工党在经历了多年来与工党领导层持续的冲突后，最终选择与工党脱离关系，并日渐衰落。独立工党在工党中的作用一度被社会主义联盟所代替，该联盟为工党附属组织，由前副总检察长斯塔福德·克里普斯领导，成员为数千名教师和知识分子。1937年，社会主义联盟提出与共产党人结成人民政线联盟，工党遂将其解散。

#### 经济学
1930年代初，工党开始左倾。在1932年党的年会上，社会主义医学协会会员萨默维尔·黑斯廷斯提出了一项决议案，该案要求建立国家卫生服务。1934年，社会主义医学协会会员草拟的关于国家卫生服务的官方文件由年会一致通过。同年工党还通过了“为了社会主义与和平”计划，计划主要内容为将土地、银行、煤炭、钢铁、运输、电力和供水国有化，并建立国家投资委员会以规划工业发展。伦敦政经学院教授、马克思主义者哈罗德·拉斯基抨击该计划，他认为和平而民主地过渡到社会主义是不可能的，因为反对派会诉诸暴力，工党必须做好准备。工党这种有其思想根源的对于国有化的执着，不仅让有产者充满敌意，而且普通国民也对这种“社会主义”是否符合英国国情心存疑虑。因此在整个30年代，工党基本上处于一种尴尬的局面：反对它的人不支持它，应该支持它的人也不准备支持它。
工党的经济问题政策思路一直未能创新。“计划”、“国有化”等词汇只是流于空喊，工党首席经济事务发言人休·道尔顿承诺要将英国打造成新耶路撒冷，即使超出经济能力。党领袖克莱门特·艾德礼回避经济议题。相形之下，自由党的经济分析和政策倡议则详尽的多，这应首先归功于梅纳德·凯恩斯和威廉·贝弗里奇等经济学家。当工党于1945年上台时，发现自己没有任何关于如何进行国有化的可行方案。也没有重视专家们对煤炭短缺发出的警告。艾德礼和他的追随者们根据战时经验制定了战后政策。

#### 外交政策
1930年代，作为和平主义者的兰斯伯里与大多数党员之间在外交政策上公开分歧，主要表现在兰斯伯里反对对意大利侵略埃塞俄比亚（当时称为阿比西尼亚）实施制裁，结果兰斯伯里辞职。工党副领袖艾德礼继任领袖，他凭着运气逆转了工党的颓势实现复兴，1935年大选赢得154个席位，38％的得票率是工党有史以来所取得的最好成绩。温和、平易、谦虚的艾德礼最初被视为弱势的过渡领袖。然而，他的实用主义、信息灵通和协调能力使其在幕后谈判和施展政治手腕上非常有效。艾德礼成为工党任职时间最久和最成功的领袖。
西班牙内战中的1936-38年，极左翼集结在西班牙共和国军队中对抗纳粹德国和法西斯意大利的威胁。西班牙国内曾经占主导地位的和平主义分子失势。工党也转向支持重整军备。这种转变很大程度上是由于欧内斯特·贝文和休·道尔顿的努力，他们在1937年也说服该党反对保守党首相内维尔·张伯伦的绥靖政策。
在大萧条结束、失业率下降的20世纪30年代后期，虽然工党赢得了一系列补选，但其实力仍未完全恢复，还是相对弱小的一个政党。

### 两次世界大战间的地方施政
虽然在两次世界大战之间的大部分时间里工党并不执掌中央政权，但它能够控制许多地方当局，并凭此将其社会主义原则付诸实践。
在工党有绝对控制权及占相对多数的地方当局，工党施政的主要策略就是充分利用国会立法所提供的机会，特别是在住房、教育、公共卫生服务等领域，以及1929年之后从监护人委员会转移给地方当局的服务。在所有这些领域，工党拿出了非常不错的成绩单。
——G·D·H·科尔，《1914年以来工党历史》
在两次世界大战间，在地方当局执政的工党试图用公权力来改善其主要工人阶级选民的工作和生活环境。地方历练增加了工党的执政经验和水平，通过改善住房和医疗保健，提供产科诊所，为学龄儿童提供免费牛奶和膳食等措施提高其选民生活标准。1919年，因战争中断了四年的地方选举恢复举行，工党的地方当局议员当选后采取了市政社会主义政策（特别是在伦敦自治市）以解决健康状况不佳、住房不足、普遍不安全等社会问题。地方执政的工党试图建立一个“原始福利国家”，例如，通过民选的监护人委员会，为失业者提供更多丰厚的贫困救济，并鼓励建造诊所、房屋和公共浴室，这些设施除了能提供必要的服务外，还提供了就业机会。此外，在那些工党占少数的地方当局，工党及其的支持者开展了维护和提高人民生活水平的运动。例如占少数的工党可以阻止他们自己认为违反其选民利益的地方当局倡议。
在20世纪20年代，工党议员强迫地方议会或（1929年取消的）监护人委员会加快改革步伐。正如曾任第一次麦克唐纳内阁卫生大臣的约翰·惠特利所指出的那样，“工党各种运动导致的最引人注目的结果之一，就是穷人的控制权已经转交到受欢迎的监护人委员会手中。”总的来说，工党的地方议员更有意愿将其法定权力发挥到极致，而并不太在意其成本几何。20世纪30年代结束之前，60个地方当局已在工党的掌握之下。
大萧条时期，工党执政的各地方当局努力保护失业人员免受经济衰退的最严重影响，并力保为有需要者提供尽可能慷慨的公共援助制度。在达勒姆和格拉摩根，工党政府发放高于最低标准的救济金，在进行经济状况调查时也较其规定地更加人性化。在哈克尼，伦敦工党书记赫伯特·莫里森采用慈善方法来减轻失业的影响。在尼尔森，工党的市议会投资于教育和儿童福利等基本服务。在格拉斯哥，工党活动家帕特里克·多兰的格拉斯哥公司实施了清理贫民窟计划，在1934年至1939年间建造了约20万套住房。在巴恩斯利，离校年龄延长了六个月，以加强教育，并使约500名青少年免于成为失业者。此外，工党地方当局优先考虑的政策往往是住房建设和贫民窟清理。
各工党执政的地方当局还试图将其所提供的服务人性化，以降低福利服务运作的刻板度，使工人阶级能够享受开放空间和文化带来的好处。在诺里奇，工党确保学校建筑采光充足设施现代；在格拉斯哥，工党政府终止了一项有争议的制度，该制度规定接受贫民救济的老年夫妇可能会分住在不同的宿舍里；在西汉姆，当局向贫穷的母亲和残疾人提供援助。
20世纪20年代的监护人委员会和20世纪30年代早期的公共援助委员会的工党代表试图在当时架构中尽可能地减轻失业和贫困的影响。这往往导致采取干预措施，例如提供免费的学校膳食或确保福利申请人得到了救济。工党地方当局试图以尽可能最宽松的条件进行救济金申领资格审查，其中涉及接受申请过渡性养老金的人数比例高于非工党执政的地区，以保证救济到更多的人。例如，在东伦敦波普勒、贝思纳尔绿地和斯特普尼，工党代表其工人阶级支持者采取积极措施，在经济形式不确定时提供保障、就业和救济。
女性工党党员在地方当局政策制定中发挥了积极作用，并且接受（或预期）政府责任的扩张，从而将政治带入了公认由女性擅长的领域。正如曾任曼切斯特市议会议员的汉娜·米切尔所回忆的，当她坐在救济委员会时，她“知道可以从津贴中购买多少食物，知道儿童衣服和鞋子的花销，一眼就可以看出申请人身体状况不佳。”通过对这些问题的第一手了解，女性为实施有利于其选民的改革做出了贡献，例如建造公共厕所、产科中心、诊所、游乐场和公园。这些改革不仅扩大了工党的吸引力，而且还为女性提供了“在工党内和城市政治中的独特地位”。

#### 威尔士
工党在威尔士也实力不俗，1935年大选中，它赢得了35个席位中的8个席位。社会立法（包括卫生、住房和教育）方面，工党执政地方当局往往有超前规划和慷慨投入。在工党势力强大的南威尔士，卫生、住房和教育方面比威尔士其他地区有更好的成果，尽管当局本身并不宽裕。例如：格拉摩根、卡马森郡和蒙茅斯郡的部分地区提供免费的学校餐，而在北威尔士的大部分地区这种服务则是特殊的，雷克瑟姆例外。在工党执政的当局中，中学文凭的重要性被明显加强。在威尔士工业化程度最高的地区，以工党为主导的地方议会不仅成功地增发中学文凭（即使在大萧条时期也如此），而且也努力减免学费，甚少顾虑支付能力。1932年，有大约60%的威尔士中学免学费，这一数字远高于英格兰。在朗德，工党执政的地方当局为贫困家庭儿童引入改善措施，例如免费牛奶，这有助于抵消大萧条的一些最严重影响。在斯旺西，城市居民房屋获得政府补助金资助，救济金申领审查相对人性化，并开设了托儿所。

#### 伦敦郡
工党在地方政治上的最大突破当属1934年攻克伦敦郡议会，这是英国最有权力的地方当局。由赫伯特·莫里森领导的工党经营的郡议会实施了广泛而渐进的社会民主改革，将伦敦打造为负责任和进步的工党地方当局典范。上任一年后，莫里森采取措施将伦敦房主们的税率提高到31％（一英镑课七先令），他在上任后发现一笔由保守党执政时伦敦郡议会财政部门储蓄（salted away）下的200万英镑所谓“留窝蛋（nest egg）”。这笔资金用于更加人道地对待伦敦的穷人，为老年穷人提供更多的住房，更多的免费教育和医院现代化设备，改善患者的饮食，增加医院的医护人数。
莫里森主持了伦敦住房、卫生、教育和交通服务的发展，以及交通系统的统一，并在伦敦郊区建立了“城市绿化带”。此外还建造了新的学校，采取了打击腐败和低效率的行动，开展了贫民窟清理和政府救济房建设的重要方案，并建立了市政保健服务，成为国民医疗服务的前身。在以莫里森为首、财政委员会主席查尔斯·莱瑟姆、党鞭长艾萨克·海沃德和规划住房卫生委员会主席刘易斯·西尔金组成的领导层领导下，伦敦郡议会被认为是成功的。对伦敦的贫民窟进行了攻势，建造了新房屋，进行了维修，并且减少了原贫民窟居民租住城市公寓的租金。从1934年开始，福利服务、教育和医疗保健支出增加，医院雇用更多员工，享受更好的工资和条件。提供更多免费的中学教育场所，改善病人护理；建造了新的学校，并提供了更多的便利设施、牛奶、运动场和体检。还努力进行改革确保公共援助符合条件放宽。莫里森计划在伦敦周围建设“绿化带”也取得了成果，为相关的地方当局提供了购买和维护土地的资金。
在莫里森主持下，当局服务的范围不断扩大。新的主排水系统，更多的主干道和桥梁升级改造，以及消防队的新总部和设备。市立公园也得到了发展，东区的维多利亚公园“改造了各种各样的设施”，其他公园有更多的浴室、保龄球场、运动场、戏水池、游乐场、茶点店、体育馆和日光浴场。为儿童提供便利设施，例如在学校假期期间以说书人、魔术师和喜剧演员的形式进行娱乐，安装了专门设计的碟形戏水池以帮助父母找到自己的孩子，并建造了特殊的儿童厕所，以减少猥亵儿童犯罪的发生率。
在住房政策方面，莫里斯实行余隙面积(clearance area)和强制收购，并开拓出适用于兴建住宅的新地皮。此外，正如关于莫里森的传记所指出的，反对派攻讦莫里森，因为“莫里森故意将政府救济房兴建于以前的保守党支持者聚居区。”房屋的标准得到了改善，设施齐全，规模宽敞，莫里森当局也取消了一个浴室由三个家庭共用的“都市改革房（Municipal Reform tenement）”。为政府救济房项目分配了更多的资本支出，新的公寓和房屋建设得更快，来自贫民窟的租户的租金得到减轻，“他们经常发现在安置房屋时难以承受增加的租金。”
莫里森当局为公共卫生和福利服务分配了更多资金。前文提到的萨默维尔·黑斯廷斯对伦敦的卫生政策产生了巨大影响，多年来他一直是社会医学协会成员主导的公共卫生委员会主席。精神病患者被允许在海边度过两个星期的长假，并且拜访这些人的差旅费由政府报销。盲人服务也得到改善，助产服务得到延长。此外，产科病例可以免费使用救护车。
在教育方面，新学校建成、旧学校重建，更多的资金用于改善他们的藏书、桌椅和教具。对学生运动场地给予了更多的关注，并且雇用了更多教职人员（在改善的条件下）以减少班级规模。建立了更多的托儿所，改善了特殊学校，为残疾人提供了更多的帮助。为学龄儿童提供了更多的健康检查和更多的牛奶，技术和商业教育机构是进一步的发展。由于经济萧条而产生的“托利党高利贷主义（Tory Shylockisms）”被废除：更多的国家奖学金被引入并且奖品得以恢复，而寄宿学校的儿童则受益于每年增加的教育访问、儿童津贴和营地假期。在莫里森坚持下，男生军训队被禁止进入郡立学校，如莫里森的传记所说，他认为“向年轻人灌输军国主义价值观”是错误的。同时，郡立学校也不再组织学生参观奥尔德肖特军乐行进表演和亨顿空军飞行表演。
莫里森还在公共援助方面进行了各种改革。“营房式”的济贫院被拆散，儿童、盲人、病人、老人和孕妇被分开对待，“而不是混在一起。”得到救济的条件得到放宽，煤炭补贴得到恢复。公共援助的管理也进行了改革，郡议员和官方委派之员组成的调查委员会（救济申请人必须出席）被废除，代以全职的裁决官走访救济申请人并决定其资格。这样就简化了流程，并通过隐私专业人士处理他的案件以帮助这些申请人。在莫里森任职期间，重大政绩还有滑铁卢桥翻新，南岸的发展以及综合城镇规划。

### 战时联合政府（1940年—1945年）

#### 组成与分工

1930年以来工党党员数量线图，二战后党员人数直线上升

1940年春天，内维尔·张伯伦辞职，即将上任的首相温斯顿·丘吉尔决定组建一个类似于第一次世界大战时的跨党派联合政府。工党遂重返执政。
克莱门特·艾德礼被任命为掌玺大臣和战争内阁成员，后加副首相、自治领事务大臣、枢密院议长等衔，是为英国首位副首相。伦敦郡议会领袖赫伯特·莫里森任供应大臣，伦敦大轰炸后升授内政大臣。运输和普通工人工会总书记欧内斯特·贝文任劳工和国家服务大臣，负责全国人力资源配置。休·道尔顿任经济战大臣，后改贸易委员会主席。前海军大臣A·V·亚历山大回任海军大臣。工党副领袖亚瑟·格林伍德任不管部大臣。此外工党还获分配8个次官级职务，1945年时这个数字上升到了17个。根据历史学家科尔的观点，联合政府的基础是将战争的大后方交由工党各大臣负责（包括维持重要的社会服务和动员人力）。虽然财政部仍掌握在保守党手中，但与工党就税收负担的公平分配达成了明确的谅解。
战争期间，丘吉尔长期集中注意力于国外，国内的事务基本上由副首相艾德礼主持，这不仅丰富了艾德礼的经验，同时也增长了工党大臣的才干。在与保守党联盟的同时，丘吉尔内阁的工党阁员能够将他们的理想付诸实践，实施广泛而渐进式的社会和经济改革，这些改革在提高工薪阶层英国人的生活水平和工作条件方面取得很多成果。如历史学家Maurice Bruce所说，“由于他们对事件形成的影响，这几乎可以称之为第三条道路，因为他们所做的工作是迄今为止所有工党政府里最具建设性的。”
正如肯尼思·O·摩根所说，“工党诸大臣与大后方的成就有着独特联系。”

#### 内政部
内政大臣赫伯特·莫里森凭借自己曾主政伦敦的经验，并在其朋友、内政部政务次官艾伦·威尔金森的协助下，以有效参与英国本岛防卫和主持修复受在不列颠空战中受创的主要城市而闻名。莫里森都会很快出现在那些受到德军轰炸过的城市，慰问市民，听他们的牢骚和建议，然后采取行动。他成功地改进了伦敦的防空洞，又在地下深处新挖出许多的防空洞，还改善了其中的设施。使伦敦市民能较文明地生活在防空洞中的集体宿舍里。对于那些不愿居住在防空洞中的市民，莫里森推出室内避难所以庇护他们，此即为所谓“莫里森式防空洞”，正式名称为“桌下防空洞（Table Indoor Shelter）”。
在民防领域，为救援服务提供了新的方法和新的解决方案，建立了培训学校，以便为救援人员提供更新和更安全技能，并且非常重视培训时长。根据莫里森的战时工作手册所记录“从地方的周日学校到国立消防学院再到民防学院，必须坚持对员警进行充分的培训。”莫里森还注意到为民防和战备警察增加工资和津贴，最后还批准了那些“在闪电战中出色服役的全职工作者”的小费。莫里森成立了国家消防局，主导通过了《警察和消防员（战争服役）法令》、《警察（上诉）法》，成立辅助警察协会等举措，这保证了警察和消防员的权利，减少了工作负担，提高了工资水平。
在刑事管理领域，莫里森停止了刑罚劳动，同时开展了各种旨在解决儿童问题（如青少年不法行为）的措施，少年拘留所（Remand Homes ）增加了1000个名额，规模扩大了一倍，其他获授权学校扩大了3000个名额以收容这些青少年。在获授权学校中设有福利干事，以确保青少年离校时能联系上他们，同时将学校进行分类，以确保青少年们能进入适合自己的学校。莫里森还成立了一个由内政大臣、教育大臣和卫生大臣参加的委员会以监督对被失去正常家庭生活的儿童的关怀。根据内政部和苏格兰事务部于1943年3月宣布的决定，实施因战争而推迟的《1939年收养儿童（管理）法》，禁止“除地方当局或已登记收养协会以外的任何团体为收养儿童作出安排。
在警务和缓刑方面，虽处于战时，莫里森仍继续扩大缓刑局规模（尽管经验丰富的工人严重短缺）。工资和服务条件有所改善以吸引相关人才。为了促进妇女的机会，根据莫里森的建议，任命了第一位女性地方警察局副局长、第一位女性内政部警务官和第一位女性助理治安法官。
莫里森采取了各种措施，改善受伤工人的补助，满足矿工关于纳入尘肺病的要求，并满足棉花工会将麻醉纳入《抚恤金法令》范围内的要求。改善了因工伤致残事故的补偿。因事故死亡的工人，其家属所能获得的最高抚恤金也增加了。
莫里森还推动了威尔士语使用范围扩大到威尔士所有法院。

#### 维持战时社会秩序
在战争年代，工党积极而成功地推动安排住房，并将被疏散者和为战争服务的工人转移到拥挤的工业区，公平的食物配给和分配制度，更有效地控制物价，改善离职金和津贴。对于那些生活在农村地区的人来说，工党成功地将农业工人的失业救济金提高到每周最多41先令，并将全国最低工资提高到每周43先令。工党还努力为轰炸受害者提供更好的食品，为市民提供更多更好的工业餐馆和食堂，以及为女工子女提供战时托儿所。
劳工与合作党在战争开始时就努力推动将食物配给制度扩展到涵盖所有必需品的供应，并认为存在一个无配额的群体会造成阶级不公正并导致在商店间寻找物资造成时间浪费。1941年3月，工党通过建立食品代表委员会和实际上的消费者委员会以更有效地控制和配给食品供应，回应合作党对这些问题的要求。
1941年，工党在其年会通过的宣言中这样总结加入联合政府一年来的执政成绩：
社会服务的覆盖面增加了。在工会的关心和坚持下，生活水平得到保障。工人的健康受到工厂规章的捍卫以及工厂医生、食堂和托儿所的保护。我党主持着从中央到地方的民事防护工作，在其他各领域，做了很多改善公民安全和舒适条件方面的工作。一直保持财政政策的警惕和连续监视促进了人民的社会保护的完善。利率一直在下降。财政部已经掌握了对银行的权力，以确保它们充分配合国会决定的政策。在战时一直存在的通货膨胀危险已经保持在最低限度。
历史学家科尔认同工党的这种说法，他认为：牟取暴利现象越来越少，供给和税收的分配也越来越公平。此外，社会服务不仅保持不变，而且还能满足战时需求。《1944年教育法令》的出台是保守党教育委员会主席拉布·巴特勒和工党教育委员会次官詹姆斯·丘特尔·爱德共同努力的成果。

#### 区域经济
苏格兰事务大臣汤姆·约翰斯顿推动了一系列重要的发展计划，例如高地水电开发；而休·道尔顿的区域政策直接帮助了工党几大的票仓。在联合政府结束之前由道尔顿主导修订的《1945年工业布局法令》推出了一项积极的政策，即重建“贫困地区”，如苏格兰谷地、东北英格兰、坎布里亚郡和南威尔士，同时使这些地区的经济基础多样化。这一有力的区域政策的基础实际上奠定于第二次世界大战期间，其中包括扩展工商业区的作用，以及以政府条例的方式使威尔士矿区等工业基地直接或间接从事军工生产。由于战争的需要，联合政府必须通过国家干预的手段来组织生产和进行资源的调配。实践证明，这种方法在一定程度上是行之有效的。

#### 劳工部
在劳工大臣贝文的坚持下，“改善劳工标准、经济发展和社会保障”的内容被加入到1941年8月美国总统罗斯福和英国首相丘吉尔共同发表的《大西洋宪章》中。
贝文也在改善工作条件，增加了失业救济、养老金水平，提高男性工人（如矿工、铁路工人和农业工人）的最低工资方面做了很多工作，同时还说服或以取消从业资格的威胁下强迫雇主改善公司的医疗福利、卫生和安全保障水平。医生、护士在工厂车间的时间增长了三倍，工厂医生的数量从60上升到1000名。然而，这一规定在较大的工厂中被更严格执行，较小的雇主继续“几乎不遵守”。这些措施使事故率在1942年后下降。
“基本工作令”的出台为保证就业、支付薪俸、履行工资协议以及为工人提供适当的福利设施等举措做出了规定。作为福利计划的一部分，贝文在工厂推出了各种形式的娱乐活动，包括半日食堂（mid-day canteen）音乐会。对于因停电等情况而难以购物的工人，设置特殊的购物设施来解决这个问题。还设立国家标准，为国内医院和科研机构的工作人员提供适当的福利、工资和环境。还启动了一项培训和重新安置残疾人的计划，并改善了护士的薪酬。
根据贝文的规定，企业必须雇用布局专家、生产工程师、技术顾问和劳动监察员以助企业转为战时生产模式。“这创造了劳动力升级的机会，并逐渐培训那些技能不足的人。”除了在各种工厂和工作中培训人员所采取的措施外，还有成千上万的主管、经理和工人接受了劳动部培训中心的指导。还采取步骤确保得到适当培训的工人支持军队，如维修受损船只。对海员们来说，贝文引入了海员福利公约，并监督其执行。贝文也通过了各种法律来帮助人们重返工作岗位或从事贸易《民事就业法》赋予所有参军前有工作的人复职的权利“不论他们是否志愿在地方自卫队或被征召入伍服役。”
在贝文鼓励下，工会地位显著提高。工会被接纳入各级政府和工业界的联合磋商中代表工人，雇主组织也获得了类似的地位，资本和有组织的劳动力已成为“监管机构”，在三方产业关系体制内“国家处于支点位置”。贝文的传记作家认为：“以工会为代表的有组织工人阶级首次与战时国家企业建立了平等的伙伴关系。”
贝文进一步扩大了集体谈判，扩容工资委员会，到战争结束时，工资委员会的最低工资条款涵盖1550万工人。在车间内，贝文直接鼓励组建联合生产委员会，以扩大工人对工业的参与。到1944年6月，已有近4500个此类委员会成立，涉及350万工人。到战争结束时，联合生产委员会正在干预曾被认为是雇主神圣不可侵犯的领域，如健康、福利、劳动力转移、机器和人员配置、技术、计件工资和工资支付系统。这些发展带来了工作条件的显着改善，1942年的“大众观察（Mass-Observation）”组织的一项调查表明，20世纪30年代的“快速解雇和无解释的开除”几乎已经消失。在20世纪40年代，职业健康和安全标准的显着提高是由于经济“‘核心’”部门中较资深工人的议价能力上升以及“战时和战后更主动的国家”兴起。1940年代可谓工会权利高歌猛进的年代，在此期间，劳工的调整和控制工作能力显着提高。这得益于充分就业，以及1939年到1950年间工会会员数量的增长——从32％增加到45％。
贝文还主导通过了《1943年餐饮业工资法》和《1944年残障人士就业法》。
在工人抚恤金方面，工党成功地将一项被视为令人不满的法案撤回，取而代之的新法案引入了“包括单身人士并提供更好的津贴”。新的《工人赔偿（补充补贴）法》于1940年8月生效，为所有残疾工人提供每周最多5先令的额外津贴，并为每个家庭的第一和第二个儿童提供每周4先令的额外津贴，其他15岁以下儿童补贴额为每周3先令。对于一位有3个孩子的男性来说，每周额外获得补贴16先令。对于农业工人来说，贝文修改的法案，将农业工人每周最高失业救济金增加3个先令，增加到每周6先令，增幅加大。
在工党大臣们努力下，与第一次世界大战相比，社会各阶层负担更加平等。牟取暴利得到有效控制，而租金管制和食品补贴抑制了战时通货膨胀。战时的工资被允许增加，并且涨幅超过了通胀率，而税收制度变得更加进步，税收变得更加针对富裕阶层（在艾德礼政府延续这一倾向，所得税税率在最高时的1949年达到98％）。这些政策导致财富差距缩小，1938年至1947年期间工薪阶层工资收入的实际增加了约18％，而同期财产收入实际下降了15％，白领阶层工资下降了约21％。

#### 对战后的规划
战争期间，工党显然比保守党更多地考虑战后的重建和有关福利。1940年，工党公开宣称：社会主义的英国已不再是乌托邦，而是一个非常现实的目标。该年年末，不管部大臣格林伍德被赋予规划“如果我们的社会要向前发展，必须采取一些实际步骤”（丘吉尔语）的任务。1941年6月，为响应工会大会关于英国社会保险制度存在不足之处的观点，格林伍德成立了社会保险和相关服务跨部门委员会，以调查英国的社会福利计划，并研究可改进之处。格林伍德任命自由党人威廉·贝弗里奇为委员会主席。1942年，英国政府发布由贝弗里奇编写的《社会保险和相关服务》（又称“贝弗里奇报告”），该报告设计了一整套“从摇篮到坟墓”的公民社会福利制度，为全英国所有公民提供了医疗、就业、养老和其它福利保障，对英国社会保障制度诞生及福利国家建立起到重要作用。

### 艾德礼领导下的战后胜利

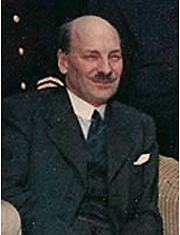
克莱门特·艾德礼：1945-1951年任首相

随着1945年5月欧洲战事结束，工党选择不再重蹈1918年自由党的覆辙，决定退出联合政府，要求丘吉尔举行大选。令许多观察家感到惊讶的是，工党以压倒性优势获胜，以不到50％的选票赢得了145席的多数优势。战争期间的民意调查显示，英国民意发生左移，赞成进行激进的社会改革。公众不再愿意回到保守党执政的两次世界大战间的贫穷和大规模失业中。
历史学家Francis认为，工党全国执行委员会和党代会对强调道德和物质双改善的社会主义的定义达成了共识。艾德礼政府致力于通过拥有公有制和政府控制来废除极端的贫富不均，将英国社会重建为一个道德的联盟。
工党政府上台后就开始兑现其竞选宣言《让我们面对未来》中的诺言，对英格兰银行、煤矿、钢铁、电力、天然气、电话和内陆运输（包括铁路、公路运输和运河）等主要工业和公用事业实现国有化，工党政府又着手实施一系列社会福利计划，特别是通过国家保险法条例的出台，发展并实施了威廉·贝弗里奇“从摇篮到坟墓”的福利国家构想。1948年由卫生大臣安奈林·贝文主持成立了英国国民卫生系统（NHS），令工党至今引以为荣。在社会改革方面，工党政府首先考虑的是充分就业问题。战后大量军人复员，而传统的钢铁工业在短期内不可能恢复到战前水平。1947年2月，全国的失业人数已接近100万。在严峻的现实和不利的条件下，工党政府采取了积极而正确的措施，如通过国有化和资源的调配对国民经济进行控制，通过财政手段对经济发展方向加强引导以及创办新兴工业等。到1948年底，工党政府基本解决了失业问题。到1950年大选前，至少在立法上，工党的国有化建议已全部兑现。
在1947年1月的一次秘密会议上，艾德礼和六位内阁大臣，包括外交大臣欧内斯特·贝文，决定着手发展英国核武器计划，这与工党内部大部分人的和平主义和反核立场相悖。工党艾德礼政府还于1947年印度、巴基斯坦独立、缅甸和锡兰（斯里兰卡）独立后开始了拆解大英帝国的过程。
工党在1950年大选中获胜，但多数席位大幅减少到只剩五个。大选后不久，工党政府开始出现严重错误。国防问题已成为使工党分裂的问题之一，国防开支在朝鲜战争期间的1951年达到GDP的14％；工党建立了庞大的社会保障体系，但这个体系要靠沉重的赋税来支撑。这给公共财政带来巨大压力，迫使人们在其他地方找到财源。财政大臣休·盖茨克引入NHS假牙和眼镜的处方费，导致卫生大臣贝文和贸易委员会主席哈罗德·威尔逊辞职，这标志着工党不再坚持免费治疗原则。
此后不久，又举行1951年大选，工党以高票败选，获普选票数甚至高于保守党。纵使如此，工党政府所进行的大多数变革也都被保守党政府接受，并成为“战后共识”的一部分，该共识一直持续到1970年代。

### 蹉跎十三年（1951年—1964年）
1951年大选失败后，工党内部围绕着公有制问题展开了讨论并形成了两种观点。右翼观点认为进一步扩大国有化是没有必要的，现阶段工党的首要任务是巩固工党在执政时期已取得的成就，提出具体的提高现有国有化企业效益的实际可行的方法，要求党采取温和的社会民主立场，这个派系被称为“盖茨克尔主义”，休·盖茨克尔、安东尼·克罗斯兰是其领袖。左翼观点则认为工党在执政时期的国有化实践，只是迈向社会主义经济的第一步骤，工党的公有制的战略目标不能仅仅停留在现已取得的成就上，而应该在更广更深的范围内进行国有化，希望党采取更激进的社会主义立场，这个派系被称为“贝文主义”，安奈林·贝文是其领袖。整个50年代，工党就是在争论中度过的。1950年代经济复苏和当时人民对保守党政府较为满意程度的事实，使工党十三年间一直在野。
在1955年大选中被击败之后，艾德礼辞去了党领袖之职，由盖茨克继任。通常与领导层投相同票的工会集体票确保了贝文最终被击败。但左右派间的矛盾加深了。
第二次世界大战后的十年中，工党执政的各地方当局在住房和城市中心的重建中发挥了重要作用。在泰恩河畔纽卡斯尔，富有远见但腐败的丹·史密斯领导城市加速了“现代化”，其特征是雄心勃勃的道路建设和公共建筑计划，以像拜克墙这样的创新型住房来更新贫民窟。
在此期间，首先出现了导致工党连续数十年分裂的三个主要问题：核裁军、要求英国加入欧洲经济共同体、党章第四条，它要求对英国经济中的所有生产资料进行最终国有化。党在1956年的苏伊士运河危机期间短暂恢复并统一起来。保守党受到危机的严重破坏，而工党因反对安东尼·艾登首相的政策而焕发青春。但艾登被哈罗德·麦克米伦取代，同时经济持续改善，工党又走下坡路。
1959年大选中，保守党的口号是：“保守党的生活会更好，不要让工党毁了它”，结果政府的多数票增加了。大选失败后，工党陷入内部路线之争，党领袖盖茨克提出要对党章第四条进行修改，认为它是造成工党在大选中失败的关键原因。在他看来，公有制是手段而不是目的。第四条使选民对工党产生了误解，即认为工党要对英国经济的全部。在党内大多数人的反对下，盖茨克尔只能让步。这件事破坏了内部的团结，还直接导致1960年气氛对盖茨克明显不利的党代会上，其不主张单方面核裁军的建议在党内被否决。他只有宣称将“战斗、战斗、再战斗来拯救我爱的党。”回应之。该决定在1961年被推翻，但仍然是一个分歧性的问题，许多左派人士呼吁换帅。
保守党政府于1962年试图带领英国加入欧洲经济共同体时，盖茨克因反对英国加入而流失了一些支持者。盖茨克在1962年10月的党代表大会上的讲话声称，加入欧共体意味着“英国作为一个独立的欧洲国家的终结。我不吝再讲一遍。这意味着一千年的历史终结。”
50、60年代，修正主义在党内成为一种强大的意识形态倾向，它来自安东尼·克罗斯兰的著作《社会主义的未来》（1956年），以及盖茨克的政治领导。其它重要知识分子包括道格拉斯·杰伊、罗伊·詹金斯，及为《社会主义评论》撰稿的作家们。这些人目的是重新制定社会主义原则，并使工党的政策与不断变化的英国社会和经济相协调。修正主义者首先拒绝了社会主义应该首先与生产资料的所有权联系起来的旧观点。这意味着持续的国有化不是其中心目标。其次是关注个人自由、社会福利和平等的政治价值观。而消灭或推翻富人和精英的旧要求在扩大政府税收、扩大教育机会和扩大社会服务的新要求映衬下形同被轻描淡写。修正主义者坚持认为，必须建立以市场为导向的混合经济，资本主义和企业家精神应发挥核心作用。
盖茨克尔为挽救工党提出了新的折中建议 :工党保留公有制的神主牌位，但公有制的含义被扩展，包括完全国有、合作、混合等形式。而工党对私有制经济的地位和作用有了新的积极的认识。公有制是否要进一步扩大，应据英国民意和实际情况而定。新建议在党内被通过，而且得到了左派的认同。1962年，内部的激烈争斗消失后，工党又重新团结起来，工党的威信上升，有了重新执政的希望。
盖茨克于1963年1月突然死于红斑狼疮。哈罗德·威尔逊被选为工党新领袖。威尔逊提出了“蹉跎十三年”一词，作为1964年大选的口号，意指保守党政府浪费了十三年的时光。

### 威尔逊时代

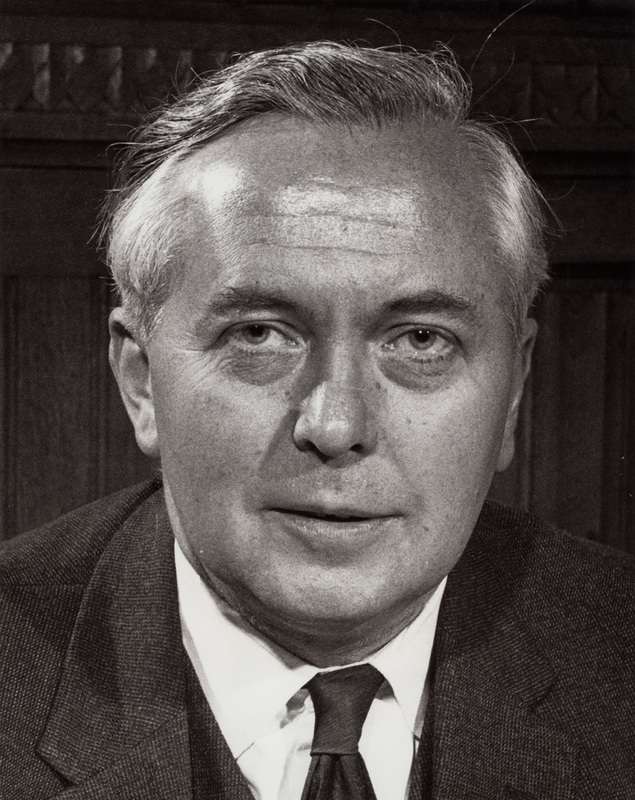
哈罗德·威尔逊，两次任英国首相 (1964–70，1974–76)

经济不景气，再加上1960年代初的一系列丑闻（最臭名昭著的是普罗富莫事件），在1963年吞噬了保守党政府。1964年大选，工党以4个席位的多数席位重返政府。1966年大选中将多数席位扩大至96个，但1970年大选，工党却出人意料地败北。70年代以后英国经济开始恶化，威尔逊组成少数政府再次上台。为了从恶化的经济状况中摆脱出来，威尔逊政府只能放弃过去的社会主义政策，转而采取大幅度削减公共开支的方法，以求减少赤字，并向国际货币基金组织贷款来解决英镑贬值问题，抑制通货膨胀。然而，上述措施没有遏止经济的进一步恶化，而工党失败的结局几乎在预料之中。

#### 经济政策
1960年代的工党政府与1940年代的前任工党政府不同。威尔逊相信经济计划是解决英国经济问题的一种方式。威尔逊成为工党领袖后，提出了“专家治国的集体主义”观点，强调技术专家和有效的国家干预的重要性。他主张将科学技术和国家经济计划有机结合起来，突出自然科学和教育的重要性。威尔逊最为人提及的口号“技术白热化”，指的是英国工业的现代化。这要通过迅速采用新技术、政府出资改善的基础设施以及在科技部的指导下成立公营大型高科技公司来实现。通过新设立的经济事务部实施的经济计划是为了平衡贸易收支，同时工党谨慎地对“奢侈品”商品和服务征税。
实际上，工党抱持“凯恩斯主义共识”难以管理经济，国际市场也对工党政府做出反弹。事情的发展使最初的乐观情绪烟消云散。上台执政后，政府获悉贸易逆差远比预期的要严重。这很快导致了外汇危机。尽管政府为提高英镑汇率付出了巨大的努力，但在1967年11月，政府还是被迫将英镑从2.80美元贬值到2.40美元，这在一定程度上损害了政府声誉。接下来，政府对公共支出实行更严格的控制，而必要的紧缩措施引起了工党党员和工会的恐慌。结果，贬值和紧缩措施成功地使英国国际收支在1969年转正。但是，国际收支出人意料地在1970年又出现了轻微赤字。这些糟糕的数字是在大选投票之前公布的，人们被认为是工党失败的原因之一。
为了讨好工党多数左翼支持者，威尔逊政府在1967年将钢铁业国有化（该集团在1950年代被保守党政府私有化），从而组建了英国钢铁公司。

#### 社会和教育改革
1964-1970年工党政府推动了广泛的改革，领域包括：社会保障、公民自由住房、卫生、教育和劳工权利。
在内政大臣罗伊·詹金斯的推动或支持下，多项自由主义社会改革得以实施，其中值得注意的是男性同性恋和堕胎的部分非罪化、离婚法律的改革、废除剧院审查和死刑（少数犯罪，特别是叛国罪除外）以及调解种族关系和解决种族歧视的各种立法。
威尔逊的支持者还强调放宽对非缴费型福利的经济状况调查，将养老金与收入挂钩以及提供工伤福利。
威尔逊政府还对教育进行了重大改革，尤其是扩大综合学校的数量和创设开放大学。
尽管威尔逊政府面临经济困难，但它还是能够在许多国内政策领域取得重要进展。正如1971年威尔逊自称的那样，
尽管存在种种困难，并且需要将资源从国内支出、私营部门和公营部门转移到我们出口市场的需求上，我们仍在扩大社会服务、保健、福利和住房，这是我国历史上无与伦比的。
扩大社会福利被视为第一次威尔逊政府的主要成就。

#### 《代替冲突》白皮书
威尔逊政府在1969年提议对英国的劳资关系（劳动法）法律基础进行一系列改革，并发表《代替冲突》白皮书进行概述，该白皮书提议赋予以有限制的工会法定权利。白皮书获威尔逊首相和就业大臣芭芭拉·卡素尔支持。但遭到了工会联盟以及财政大臣詹姆斯·卡拉汉等一些重要阁员的强烈反对。
反对者赢得了胜利，提案被搁置了。该事件对威尔逊的政治威信造成了破坏，威尔逊首相的支持率降至26％。成为有相关民意调查以来最低。
事后许多人议论说，工会未能采纳白皮书的提议，导致1980年代自己的权力被玛格丽特·撒切尔政府更加严格地控制。

### 1970年代
1970年大选，爱德华·希思的保守党以微弱的优势击败了哈罗德·威尔逊政府，这反映了1966年许多投票给工党的选民的幻灭感 。保守党很快陷入困境，在签署《桑宁代尔协议》后，得罪了阿尔斯特统一主义者和许多本党内的统一主义者。希思政府还面临1974年矿工罢工，被迫“每周限电三天”。
对于希思、威尔逊和卡拉汉三届政府而言，1970年代被证明是非常艰难的一段时期。面对石油危机及随之而来的全球经济下滑，英国经济遭受重创。
1970年代，工党的左派和右派之间重新出现了紧张气氛，最终导致1980年代工党的灾难性分裂，右派人士另成立社会民主党。在对1960年代工党政府感到失望和“修正主义”右派失败之后，托尼·本恩和迈克尔·富特领导的左派在70年代初变得越来越有影响力。左派制定了一个激进的方案：《1973年工党方案》，承诺实现“权力、财富平衡的根本性和不可逆的转移，以利于劳动人民及其家庭。”该方案提到了“工人与政府之间影响深远的社会契约”，并呼吁大范围实行公有制和国家计划。当年的工党年会接受了这个方案。威尔逊首相公开接受了其中的许多政策，但仍有所保留，因经济形势使其几乎没有回旋余地。然而实际上，1974年工党重返执政后，该方案的许多建议都被淡化处理。

#### 1974年重返执政
1974年2月大选后，工党在阿尔斯特统一主义者的支持下组建了少数政府，重夺执政权。保守党虽然赢得了更多的普选票，却因为议席减少而无法组建政府。这是自1924年大选以来第一次出现两个主要政党得票率都未能获得超过40％，也是工党在连续六次大选后首次得票率不足40%。工党为了争取取得多数席位，于10月份再次举行大选，赢得了319个席位，多数优势扩大到3席。

##### 欧洲全民投票
英国于1973年希思政府时加入欧洲经济共同体，当时威尔逊和工党反对此事。威尔逊执政后，转而支持之，但未能在工党年会上获通过，引发了英国历史上首次全民公投，投票结果为三位之二的选民支持英国继续作为欧共体成员。这个问题也成为日后工党分裂的诱因之一。
在1971年希思政府初步立法过程中，由工党副领袖罗伊·詹金斯领导的72名工党国会议员（包括未来的党领袖约翰·史密斯）支持加入欧共体，与保守党政府立场一致，他们违抗工党党鞭的督导，与自由党议员一道挫败了同样违抗本党督导的保守党疑欧派叛乱分子。

##### 威尔逊退休

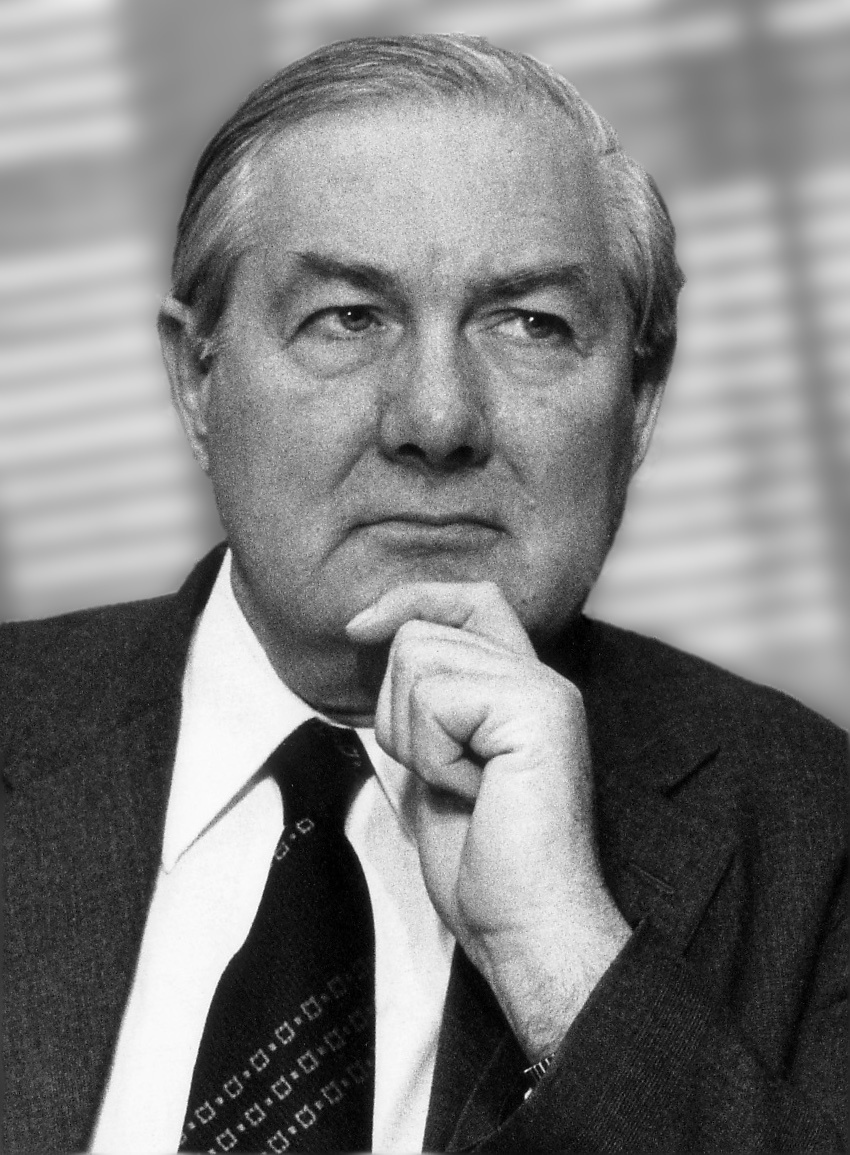
詹姆斯·卡拉汉，1976-79年任首相

1976年4月，威尔逊令人惊讶地宣布退休。詹姆斯·卡拉汉继任首相，他立即开除了内阁中的左翼分子（如芭芭拉·卡素尔）。
1976年，工党两位国会议员脱党另组苏格兰工党。虽然新党最终未能形成对苏格兰这个工党大票仓的实质性威胁，但它也确实表明苏格兰权力下放问题变得越来越有争议，特别是在发现北海油田后。

##### 经济和政治危机
1970年代的工党政府面临巨大的经济问题和岌岌可危的政治局势。面对全球经济衰退和螺旋通胀，英国的许多传统制造业无法面对外国竞争而逐渐崩溃。失业、产业动荡正在加剧。

###### 经济政策
1973年左派方案为实现“权力和财富不可逆的转移”而提出的经济政策是在扩张性财政政策如提高公共开支之后再实施更严格的经济政策，减少支出和限制工资上涨。如1975年工党政府推出了紧缩预算，减少1977-78财年约9亿英镑的公共支出，削减了约20万个的就业机会。为了减轻严重的通货膨胀，亦实施了各种压缩大多数工人实际收益的政策。
认识到工资限制对普通工人生活水平的负面影响后，工党政府于1977年3月和10月发表了扩张性预算，并于1978年4月再次通过减税以提升扣除通胀因素的家庭开支，同时显着增加儿童福利。然而，尽管有这种种措施，但大多数人于1978年9月时与1975年3月相比，实际情况没有变得更好。
研究显示大多数家庭可支配实际收入平均减少7%，有四个孩子的家庭更减少了20%之多。虽然1978/79年，大多数家庭的生活水平几乎已经恢复到1973/74的水平，但如社会学家彼得·汤森德所说：“几乎没有什么可以向五年工党政府道贺的理由。”老年人，身障人士、在校就餐的学生等人群没有因工党的执政而生活的更好，因为政府为这些人投入的资金减少了。
在税收领域，一直酝酿的财产税从未得以实施，1977年高额纳税人人数减少了四分之一。

###### 教育政策
工党在教育领域取得了各种成就。1974年至1979年之间，建立了近1000所新的综合学校，到工党任期的最后一年，超过80％的儿童就读这类学校。政府向学校部门投入更多资金，提供了大量继续教育机会。

###### 外部财政援助
1976年秋，财政大臣丹尼斯·希利被迫向国际货币基金组织（IMF）申请贷款，以缓解英国财政和经济的困难。贷款附带的条件是要求实行严厉的财政紧缩措施，例如大幅削减公共支出，这在工党的支持者中是非常不受欢迎的。政府只能放弃1973年通过的激进方案，这极大地激怒了能源大臣托尼·本恩等左翼分子。后来人们发现，本不必申请这笔贷款。问题出在财政部错误的财务预估，高估了政府发债的需求。所以政府只接收了一半的贷款，到1979年全额偿还完毕。
1970年代工党政府对经济采取干预主义的方法，成立了国家企业委员会，引导公共投资进入各产业，并向处于困境的产业提供国家支持。这个时期进行了几次大型国有化：陷入困境的汽车制造商英国利兰在1975年被部分国有化。1977年，英国宇航公司以及英国造船被国有化，并成立了英国国家石油公司。

###### 失去下議院多数地位
1974年10月大选，工党只有3个多数席位。到1977年，几次补选失利后，卡拉汉事实上领导的是一个少数政府，被迫与其他政党达成协议以求生存。1977年，工党与自由党就“自由-工党协议”进行了谈判，一年后终止谈判。此后，工党转而与苏格兰民族党和威尔士党达成了协议，这使政府又获得了喘息之机。

###### 苏格兰民族党撤回支持
各地民族主义政党要求将权力下放到各个构成国，以换取他们对工党政府的支持。1979年3月举行了苏格兰和威尔士权力下放公投。在威尔士，公投遭到完全否决，在苏格兰的赞成票仅略微多于反对票，但没有达到工党政府坚持必须实现的40％的门槛，故也未能成功。这导致苏格兰民族党撤消了对政府的支持，最终使政府垮台。

#### “不满的冬天”和被撒切尔击败
1973年的石油危机造成了英国经济的高通胀，在1975年达到26.9％的峰值。威尔逊和卡拉汉政府试图通过与工会签订社会契约来对此进行遏制，规定了工资限制，并将薪筹涨幅限制在政府规定的范围之内。这项政策最初在控制通货膨胀方面相当成功，到1978年通胀率已降至7.4％。
人们普遍预期卡拉汉将在1978年秋天举行大选，当时多数民意调查显示工党拥有领先优势，虽然优势很小。然而，他决定将工资限制政策延长一年，以期在1979年能更好地改善经济状况，再从容举行大选。事实证明，这是一个很大的错误。延长工资限制在工会中是不受欢迎的，政府试图对加薪实行“5％的限制”，这引起了工人和工会的普遍不满，工党政府与工会的关系破裂了。
在1978-79年冬季，英国发生了大规模罢工，工人要求提高工资。货车司机、铁路工人、汽车工人以及地方政府和医院的工人参加了罢工，人们日常生活受到了严重影响。史称“不满的冬天”。
卡拉汉对危机的放任态度被认为使公众对政府管理国家的能力产生了严重的负面看法。苏格兰民族党撤消对政府的支持后，保守党发动对政府的不信任投票，1979年3月28日，下议院以一票的多数通过了对政府的不信任案，大选不得不举行。
1979年大选，工党被玛格丽特·撒切尔领导的保守党击败。在1974年2月至1979年间，工党的受支持度几乎没有变化，但1979年大选，保守党在英格兰中部和南部地区的支持大幅度提高，这主要由于自由党未能分散保守党票源，且总投票率也上升了。
撒切尔政府利用工会在“不满之冬”期间的表现，来为1980年代针对工会的立法辩护。
工党政府以牺牲与工会关系为代价，设法保护了许多人免受经济风暴的影响，1974年至1979年间的养老金实际增长了20％，而诸如房租限制、食品和交通补贴等措施阻止了人们收入状况进一步恶化。
为了改善受领国家福利者的生活水平，政府将短期福利与通货膨胀率挂钩，而养老金和长期福利则与物价或收入的增长挂钩，以较高者为准（此前，收益增加仅与物价格挂钩）。此外，还引入了为身障人士和体弱者提供的新福利，而养老金受领者受益于史无前例的养老金大幅增长。新的就业立法加强了同工同酬的规定，保证了短期和临时失业工人的工资，并为孕妇提供了劳工福利和产假。
尽管威尔逊和卡拉汉政府因未能将工党的社会主义理想付诸实践而被许多社会主义者指责，但却给英国社会带来了更多的社会正义，并显着减少了贫困，可以说在推动英国的社会民主事业和减少社会和经济不平等方面起着与艾德礼政府同样的作用。正如历史学家埃里克·肖所指出的那样：“工党战后三次执政的十七年中，在减轻贫困和苦难以及向老年人、病人、身障人士等在市场经济中最不具备自我保护能力的群体提供帮助和供养方面取得了很大成就。”

### 荒野岁月（1979年—1997年）

#### 迈克尔·富特（1980年—1983年）

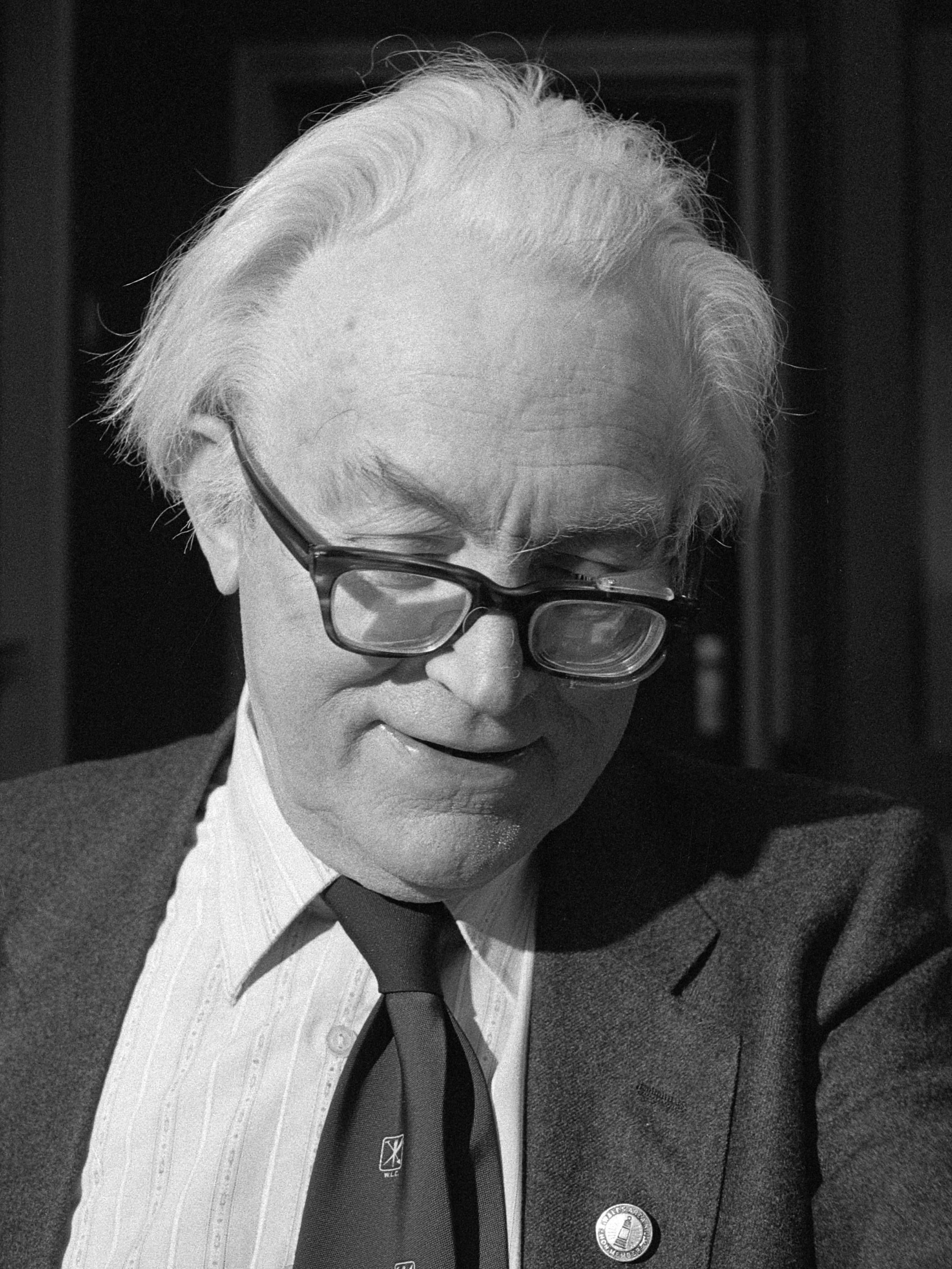
迈克尔·富特，玛格丽特·撒切尔执政初任反对党领袖

1979年大选失败后，卡拉汉留任了一段时间的党领袖，目的就是确保领袖仍由国会议员选出，而不是左翼要求的国会议员、选区组织、工会组成的选举团选出。工党内经历了在迈克尔·富特、托尼·本恩领导的日益强大的左翼势力（这些左翼分子在基层党组织中占主导地位）与丹尼斯·希利领导的右翼之间痛苦的内斗，分歧日益加剧。人们普遍认为，希利将赢得1980年的党领袖选举，但因策略的失误，败于富特之手。
撒切尔政府决心不像希思政府那样偏离保守派议程。1980年的通货紧缩预算，政府大幅削减福利支出，最初的短期失业率急剧上升。保守党政府减少或取消了对陷入困境的私营企业的国家援助，导致在英国许多地区，特别是处于工党票仓地带的企业大量裁员。但是，政府立法扩大了居民购买公共的政府救济住宅的权利，这对许多工党选民来说非常有吸引力。工党此前曾在1970年竞选宣言中提出过这个想法，但从未付诸行动。
富特是资深的核裁军运动活动家，工党内部的大西洋主义者对此感到不安。
富特上台后，左派如愿以偿地改革了党领袖选举制度，在新制度中引入选举团，其中各部分投票权占比为：工会40％、基层组织30％、国会议员30％。工会部分实行比例投票制，每千名缴纳会费的会员拥有一张选票；基层组织选区工党部分实行集体投票制，即每个选区组织只有一张选票；国会议员为一人一票。这使得积极分子和附属工会在领袖选举团的份量大为提高。其他制度性改革则有：选区的党组织都具有轻松取消现任议员连任的能力，这样全部工党国会议员都受制于自己选区的积极分子，而这些积极分子往往是左派。右翼坚持党领袖仍只由国会议员选出。
工党因此而分裂；1981年1月25日，前消费者保护大臣谢丽·威廉姆斯、前交通大臣比尔·罗杰斯、前内政大臣罗伊·詹金斯和前外交大臣戴维·欧文组成的“四人帮”领导部分中间派议员脱党，另组社会民主党。他们认为工党已被左翼分子绑架。
1981年，由各工会领导人组成的圣埃尔敏小组成立，其目的是防止左翼的托尼·本恩接管工党。党副领袖丹尼斯·希利、前体育大臣丹尼斯·豪威尔、前就业大臣约翰·高定和国会议员吉尔斯·雷迪斯也参加了这个小组。该组织的一项主要工作是利用工会否决票推翻左翼控制的工党全国执行委员会和工会大会总理事会。
中间派和右翼的举动进一步把党推向左倾，但党还未左到让本恩成功挑战希利的副领袖地位的地步。1981年本恩向希利发起挑战，希利以非常微弱的优势保住了副领袖之位。
在富特的领导下，党的议程越来越多地由左翼强硬派主导。因此，工党发表有史以来最左的竞选宣言参加1983年大选。这个宣言被工党议员杰拉尔德·考夫曼称为“史上最长遗书”。宣言内容包括：取消上议院、单方面核裁军、退出欧洲经济共同体、退出北约以及国家对经济和金融机构彻底和广泛的控制。
宣言吓跑了工党许多右翼支持者。本恩派分子处于优势地位，右翼几乎无法阻挡或淡化宣言，许多人只有冀望于选举的断崖式失败沉重打击迈克尔·富特和顽固左派的政治威望，使工党得以从强硬的社会主义立场转向温和民主社会主义立场。
许多媒体，特别是保守党政府的支持者，都抨击工党的宣言及其竞选方式，工党当时倾向于依靠传统的公开集会和拉票活动竞选而不是打媒体战。相比之下，保守党进行了一场以选民恐惧“不满的冬天”重演为根基的专业化竞选。除此之外，在1982年6月的福克兰群岛战争胜利后，英国国内兴起一阵爱国主义浪潮，撒切尔政府的声望急剧上升，这使它得以扭转上任之初因失业和经济困难而不受欢迎的声望。的确，撒切尔夫人敢于在1983年6月举行大选，尽管按照国会完整任期大选应在1984年举行。
1983年大选，工党遭遇了自1918年以来的最大一次失败，其得票率仅比社会民主党高2.2%，赢得27.6％的选票，获得209个席位。社民-自由党联盟仅比工党少50万票，赢得了许多温和的工党支持者选票，但国会议席只有23个。富特批评联盟“分化”了工党选票并间接帮助保守党赢得更多席位。极左的道路被证明在英国社会是行不通的。

#### 尼尔·基诺克（1983年—1992年）

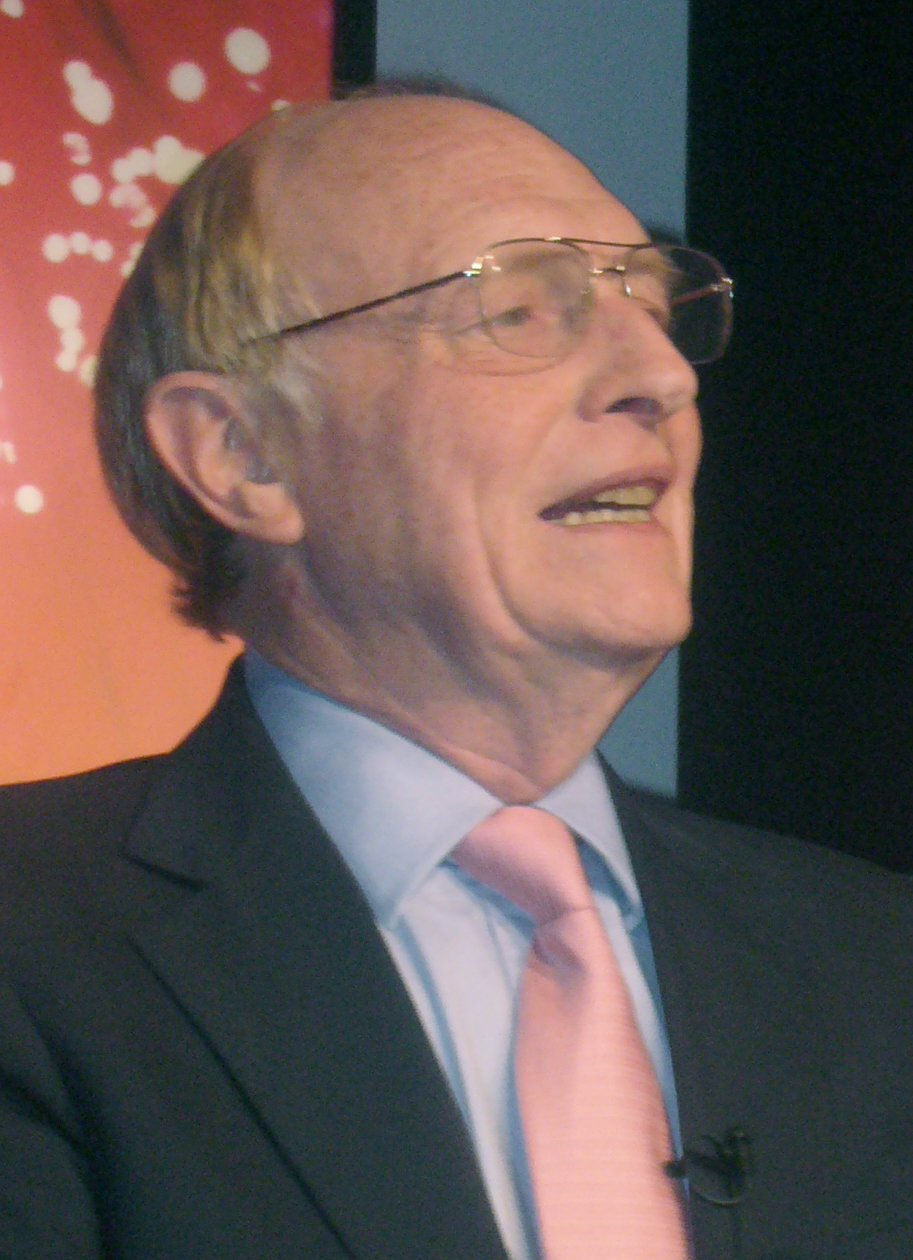
尼尔·基诺克接替富特领导工党

富特引咎辞职，尼尔·基诺克于1983年10月2日当选为新领袖，尽管基诺克本人也有左派背景，可是他上任后逐步向中间派靠拢，与左派进行了长期的斗争。基诺克致力于重新树立工党是普通大众党的形象，任用彼得·曼德尔森等人为党进行全新的现代化的政治化妆；经济上放弃全盘国有化政策，同意降低高收入阶层的税率；在国防上放弃单方面核裁军立场。
1970年代和1980年代初，工党左翼控制的各地方当局（被政治对手称为“疯狂的左派”）的兴起对工党而言具有重大意义，它们强调改善住房和生活便利设施、妇女和少数群体的参与和权利、工人控制、地方分权和反对新自由主义。左翼人士认为，地方议会、社区团体和市政厅组成了国会外反对派。曾经是工党左翼成员、后任内政大臣的戴维·布兰基特将工党执政的各市政厅描述为“威斯敏斯特执政党的最初级反对运动”。工党地方议会极大地推动了黑人、女性和同性恋者参与政治，同时向这些人群开放了议会的决策权。
越来越多的工党地方当局采取更激烈的行动公开与撒切尔政府对抗。它们没有按中央政府意愿削减开支，反而提高了地方税率，并与海外银行和私人金融机构签订了各种借贷和售后回租安排，以维持本地的建设计划。而当时保守党政府的政策是减少中央政府对政府救济房和地方政府的财政援助，并改变政府的财政资金分配公式，这使地方政府受到收支严重不成比例的影响。最终引发了1985年“地方税率上限之乱”。正如历史学家Peter Shore所说：
由于住房需求高的地方基本是由工党执政的，而各种社会需求支出最高的地方当局也是如此，是故中央政府削减支出，首当其冲的就是这些工党执政的都会区的地方当局。
1981年至1986年，肯·利文斯通领导的大伦敦议会，是与撒切尔政府战斗的领头羊。大伦敦、格拉斯哥、利物浦、谢菲尔德以及伦敦所属区议会（如兰贝斯、卡姆登区和伊斯灵顿）采用的政策对撒切尔政府坚持削减预算和私有化提出挑战。
在1985年初，左翼激进分子控制的利物浦市议会拒绝编列预算，以抗议中央政府对地方当局设定的地方税率上限，从而导致利物浦市议会出现预算危机。此举令本党领袖基诺克在国会发言声讨之。1986年，工党将利物浦市议会副领袖、托洛茨基主义派系战斗倾向的领导人德里克·哈顿开除出党。
工党在1987年大选中增加20个席位，从而将保守党的多数席位从143个减少到102个，工党保住了自己英国第二大政党的地位。而社民-自由党联盟再次未能在席位上取得突破，在政治上无以为继，社会民主党不得不与自由党合并成自由民主党。
1987年大选后，基诺克开始主导一系列旨在夺回执政权的党内改革。在领袖选举制度上，基诺克提议将选举团中选区工党的集体票（即每个选区党组织只有一票）改为一人一票，但未能在年会上通过。在组织架构上，对党年会和全国执行委员会的改革大为减弱了地方党组织影响政策的能力。在政策上，他发起政策审查活动，审查党的企业、财富创造、税收和社会保障政策以帮助党赢得熟练工人群体等社会中间阶层的支持。在与选民联系上，基诺克开展“工党倾听”活动。在公共形象上，基诺克修改了工党的党标：用欧陆社会民主风格的粉红玫瑰代替了战斗意味浓厚的红旗。这些改革引发左翼不满。1988年，托尼·本恩对基诺克的领袖之位发起挑战，结果以较大差距落败，这标志着工党左翼的式微。
基诺克的改革恢复了党内团结，唤起了工党的自信，在1989年显现成效，民意调查表明，工党将在1989年-1990年间的几个地方当局选举以及几个国会议席补选中获得较大优势的胜利。1989年欧洲议会选举工党赢得了40%的选票，这是15年来工党首次在全国范围的选举中得票多于保守党。
1990年撒切尔首相辞职后，工党要求立即大选。当时的民意调查都显示工党将会赢得大选。新首相约翰·梅杰上台后，民意朝有利于保守党方面转变，即便1990年的经济衰退也没能改变这一点，两党支持率进入反复拉锯，民调结果也显示工党只能组建少数政府或悬浮议会。梅杰则因1991年地方选举保守党战绩不佳而避免于当年举行大选。
1992年大选的竞选活动中，工党在谢菲尔德举办的美式风格政治集会被批评过于夸张和被胜利预期冲昏了头脑，效果适得其反。大选的结果，虽然工党的席位上升了42个，但总数为271席，仍不足执掌政权。

#### 约翰·史密斯（1992年—1994年）
在对工党为何失败的反思中，人们认为影子财政大臣约翰·史密斯宣布的“影子预算”成为保守党攻击工党提高税率的口实。另保守派媒体（包括鲁伯特·默多克的太阳报在内）的有计划攻击也被认为对打败工党甚有力焉。
1992年7月史密斯当选党领袖。左派人士与那些右翼“现代化者”间的紧张气氛再次出现，他们都主张以根本性的方式对党的立场进行彻底修改。在1993年的工党年会上，取消了在领袖选举中工会集体投票的做法，改为党员一人一票制，在根本上保证了工党与工会拉开距离，使工党真正可以独立自主地进行活动。
1992年9月的黑色星期三，英国退出欧洲汇率机制，保守党政府的经济和货币政策大失人心，到当年底，工党在民意调查中领先于保守党。尽管经济衰退是在1993年4月宣布的，且随后出现了强劲而持续的经济增长，失业率也很快下降，但民调中的工党领先优势仍然很强。
工党在阻挡梅杰政府的两项主要政策的举措获得成功，证明了工党在1990年代日益强大。由于工党、通信工人工会和试图保护邮政服务的保守乡村的选民的压力，皇家邮政私有化计划被放弃。
另一重大政策被迫放弃是财政大臣诺曼·拉蒙特在1993年宣布将开征家用燃料和照明设备增值税，1994年4月初始税率定为8％，到1995年4月达到全额。工党发起了一场大规模的公共运动，反对有争议的税收，征集到150万份有签名的请愿书。在1994年12月的下院关于第二阶段税率的表决中，保守党受到来自边缘选区后座议员反对的一致压力，最后，政府在表决中被击败，有319票反对，而政府只获得了311票。在此期间，党员人数急剧增加，从1994年的30万人上升到1998年的40万人。
1994年5月，史密斯因突发心脏病去世。在1994年英國工黨黨魁選舉中，影子內政大臣托尼·布莱尔以57％的选票击败影子就业大臣约翰·普雷斯科特和副领袖玛格丽特·贝克特，当选為新任工党党魁。當時影子财政大臣戈登·布朗才是史密斯继任者的热门人选，不过布朗已与布莱尔达成政治交易而不角逐党魁。

### 新工黨時期
新工党是指英国工党20世纪90年代中期至2010年由托尼·布莱尔及戈登·布朗领导的一段历史时期。这个名字来源于工党在1994年年10月工党年度大会会上首次使用的口号，后来在1996年出版的竞选宣言草案《新工黨，新英國》中出现，用于标榜工党的改革形象。当时工党刚修改了其党章的第四条，放弃工党对于国有化的执念转而接纳了市场经济。新版的第四条款平衡了市场和公有制、财富创造和社会公正之间的关系。1997至2010年工党执政时该词汇被广泛使用。新工党受到前外交大臣安东尼·克罗斯兰的政治思想、布莱尔和布朗的实际运作以及彼得·曼德尔森和阿拉斯泰尔·坎贝尔的媒体宣传的共同影响，社会学家安东尼·纪登斯的第三条道路理论是新工党的政治哲学基础，这是一种试图综合资本主义和社会主义的政治理念。新工党强调社会公正（而非平等）的重要性，强调机会均等的必要性，相信利用自由市场可实现经济效益和社会公正。

宣扬“新工党”标签是为了重新赢得选民的信任，把党的现代化形象传递给公众。在尼尔·基诺克和约翰·史密斯的领导下，党试图以“新工党”标签扩大自己在选举中的吸引力，1997年大选，工党在上层阶级和中产阶级中的支持度显著提高，赢得了418个下议院议席並取得压倒性胜利。黨魁貝理雅亦是自1974年哈罗德·威尔逊后首位赢得大选的工党领袖。

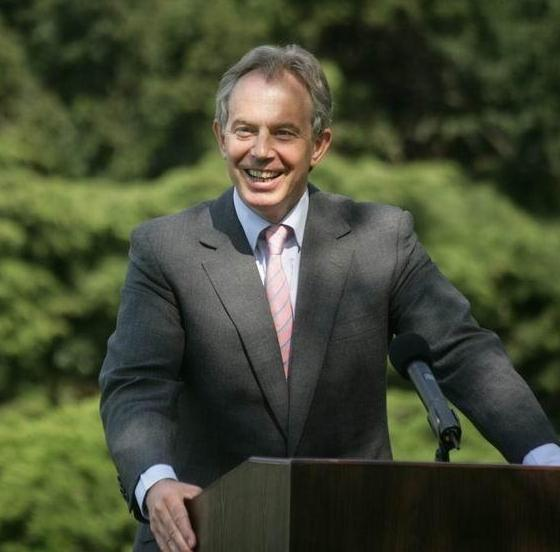
前首相托尼·布莱尔，2007年4月摄于波兰

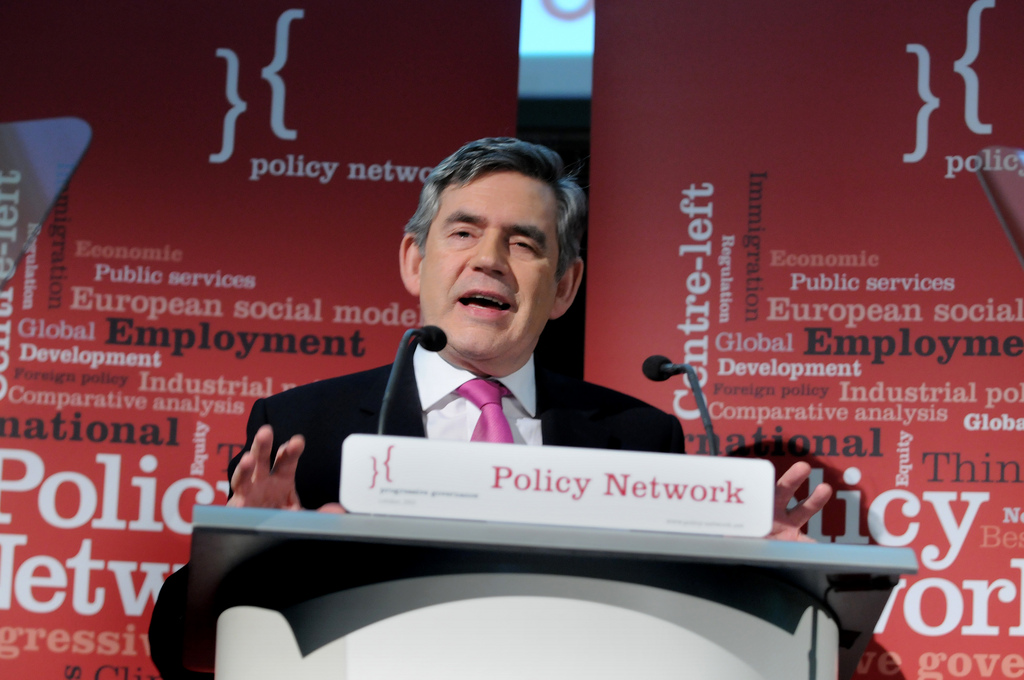
戈登·布朗，2007-2010年任首相

1997年大选胜利后数月，工党政府在苏格兰和威尔士举行了有关权力下放的公民投票。工党在苏格兰有明显的多数支持权力下放，在威尔士的优势则较小。1998年英国国会通过法律，建立了苏格兰议会和威尔士议会，1999年举行了首次选举。布莱尔提出尝试通过建立地区议会和政府来继续北爱尔兰和平的谈判。1998年签署了《耶稣受难日协议》，建立了有108人组成的北爱尔兰议会，并就民族派和联合派之间的权力分享进行了安排。首相布莱尔亲自参与了谈判。
1998年美国对阿富汗和苏丹发动报复性的无限延伸行动，布莱尔发表声明支持美国的行动；2001年阿富汗战争时布莱尔亦对美国施以军事协助。2003年3月，工党政府担心萨达姆·侯赛因涉嫌使用大规模杀伤性武器，参加了美国领导的入侵伊拉克行动。英国在伊拉克的干涉引发公众的抗议。2002年10月和2003年春爆发了40万人的抗议示威活动。2003年2月15日，有超过一百万人反对伊拉克战争，六万人在工党年度大会前聚集在曼彻斯特，反对英国占领阿富汗和即将发动的入侵伊拉克行动。
2004年布莱尔宣布，如果他赢得2005年大选，将不会寻求第四次任期。2007年6月布莱尔辞职，当年工党年会上布朗继任。布朗最初受到广泛的公众支持，提前大选的计划沸反盈天，但从未得以实施。2008年2月18日，财政大臣阿利斯泰尔·达林宣布破产的北岩银行将被暂时国有化，以贷款和抵押来偿还500亿英镑。去年美国次贷款危机使得该行财务状况不稳定，私人买主不愿接手该行。

### 下野成为反对党（2010年—2024年）
2010年英国大选，出現自1974年2月以來首個懸峙國會。；工党保住了258个席位，比2005年大选减少了91个戈登·布朗未能与自由民主党达成联合协议，宣布于5月10日辞去党领袖职务，并于次日辞去英国首相一职。不久后，戴维·卡梅伦和尼克·克莱格宣布保守黨與自民黨達成協議，組建65年首個和平時期的聯合政府。自此，工黨再度變成在野黨。

2010年9月25日，工黨舉行黨魁選舉。前外交大臣戴维·米利班德在宣布竞选工党领袖时表示，新工党时代已经结束。在2010年9月1日布莱尔的回忆录出版后，另一位领袖候选人文立彬说：“我认为是时候从托尼·布莱尔、戈登·布朗和彼得·曼德尔森处继续前进，从新工党反对改革的当权派处继续前进，而我是这次选举中最可以翻开崭新篇章的候选人。我想坦率地说，大部分公民都希望我们翻篇了。”更能获得工会选民支持的爱德•米利班德赢得了领袖选举。2011年7月布莱尔在演讲中表示新工党在自己离职后就已死了，并称2007年后工党失去了“执政的节奏”。選舉結果，結果41歲的文立彬擊敗其兄長文禮彬，成為新任工黨黨魁兼反對黨領袖。

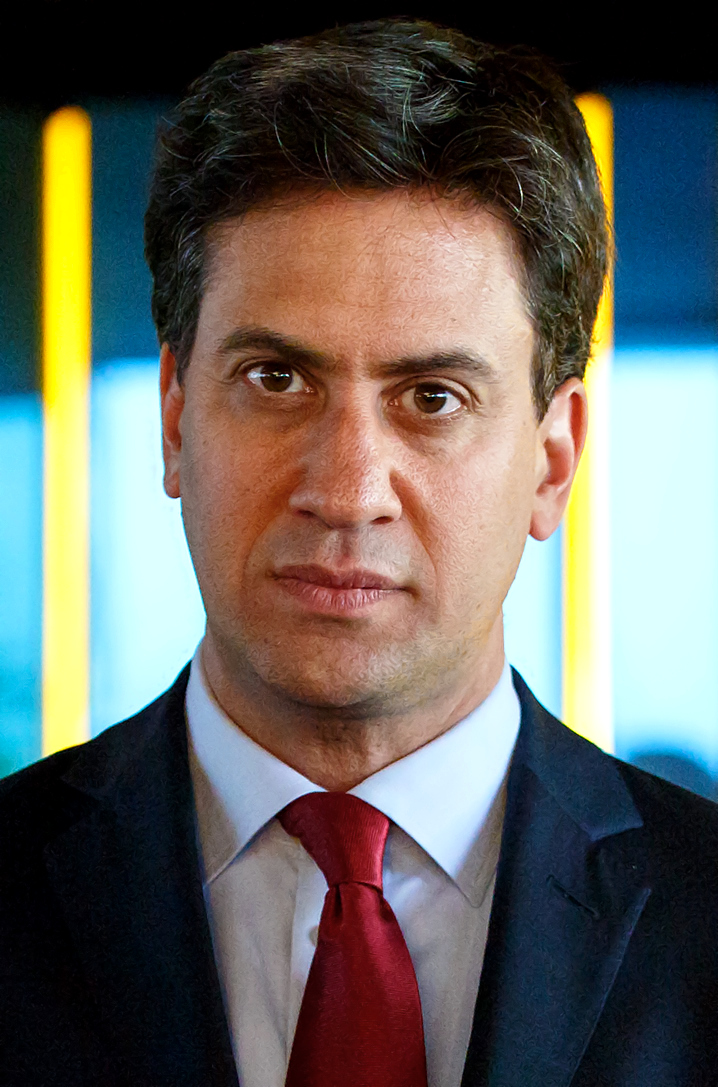
文立彬，前反对党领袖

當時文立彬強調要引入「負責任的資本主義」和更多市場干預，以重新平衡經濟結構並降低對金融服務業的依賴。他主張對銀行和能源公司進行更多監管，並經常提出挑戰既得利益和增加英國社會包容性的需要。2012年，他領導工黨採用「一國工黨」的品牌，稍為強調社會主義和經濟改革以減低社會不平等。
2011年，國會工黨通過廢除該黨獨有的工黨影子內閣選舉，並獲全國執行委員會及工黨大會批准，從此工黨黨魁全權挑選其影子內閣成員。
2015年英國大選，工黨再次落敗，其議席數目減至232席，降至1987年大選時的水平；其中工黨在蘇格蘭的議席減至一席。選後，文立彬隨即辭任黨魁。

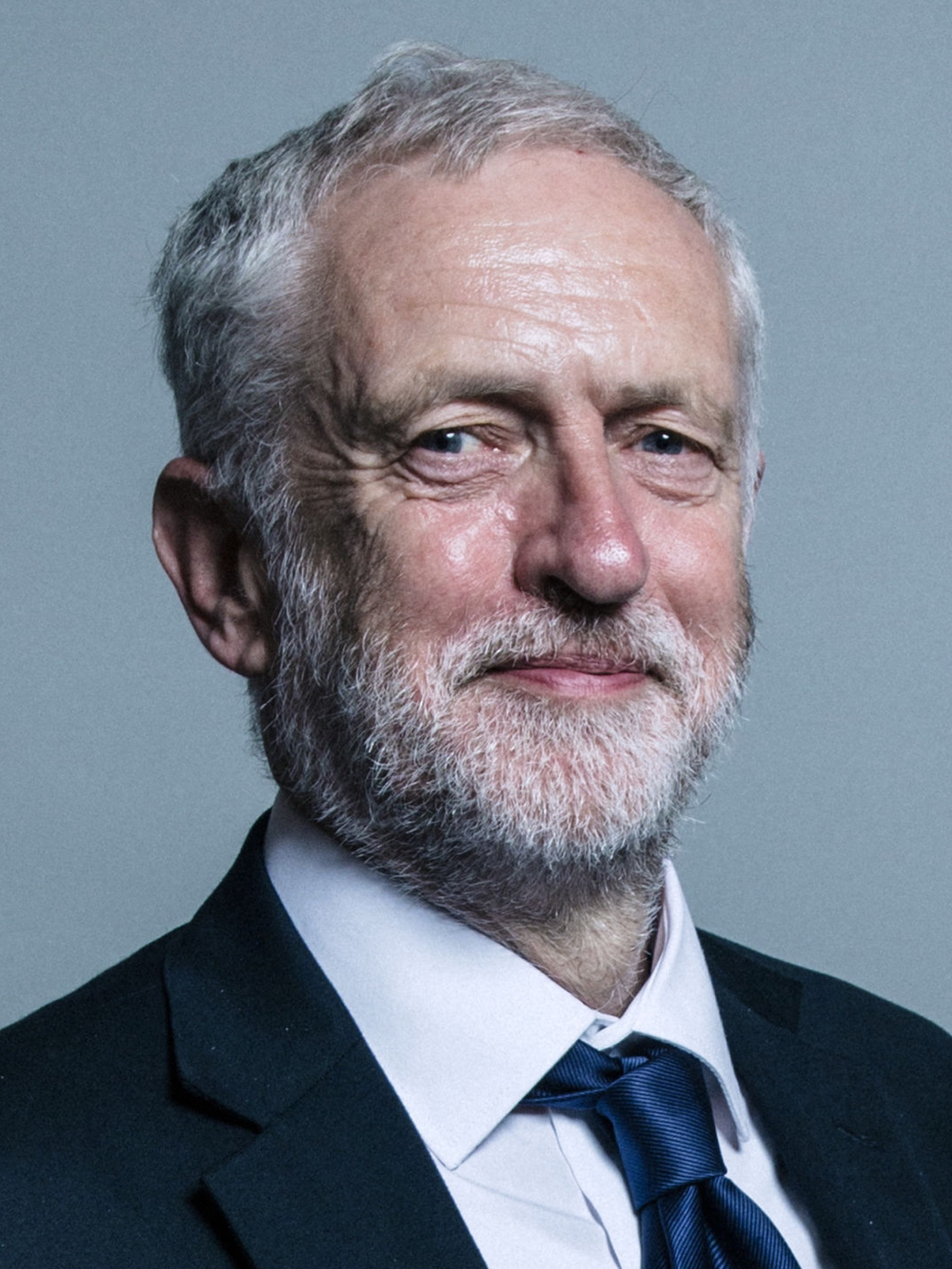
杰里米·科尔宾，前工党领袖

2015年9月12日，工黨舉行黨魁選舉，結果66歲的郝爾彬擊敗3名對手，成為新任工黨黨魁、兼官方反對黨領袖。他在選前擔任超過32年的下議院議員，但在之前從沒有擔任影子內閣成員及內閣成員的經歷。在2016年脫歐公投，郝爾彬支持留歐，卻拒絕再作進一步的表態。脫歐公投後，工黨多數議員要求他辭去黨魁，其後在再度重選的工黨黨魁選舉中，郝爾彬再度勝出領導工黨。
2017年英國大選，選舉結果，工黨第三次落敗，但議席增至262席，是自2005年以來最多，普選票更大增10%至40.0%，郝爾彬的地位得以鞏固，以後文翠珊政府在國會因為工黨及其他留歐政黨的阻礙無法通過脫歐協議，直至2019年末，同意保守黨的建議，解散國會進行大選。
2019年英國大選，工黨對脫歐的問題只提出當成功執政後再度提出公投，在焦點主力放在左傾的社會經濟與民生政策上。選舉結果，工黨第四次落敗，議席減至202席，是1935年以來大選最差的成績。敗選原因郝爾彬被批評在脫歐事務上拒絕明確表態，亦因過份左傾的經濟政策導致落敗。郝爾彬之後表示不會再領導下一次大選，并随后宣布辞去领袖一职。

### 重新執政（2024年至今）

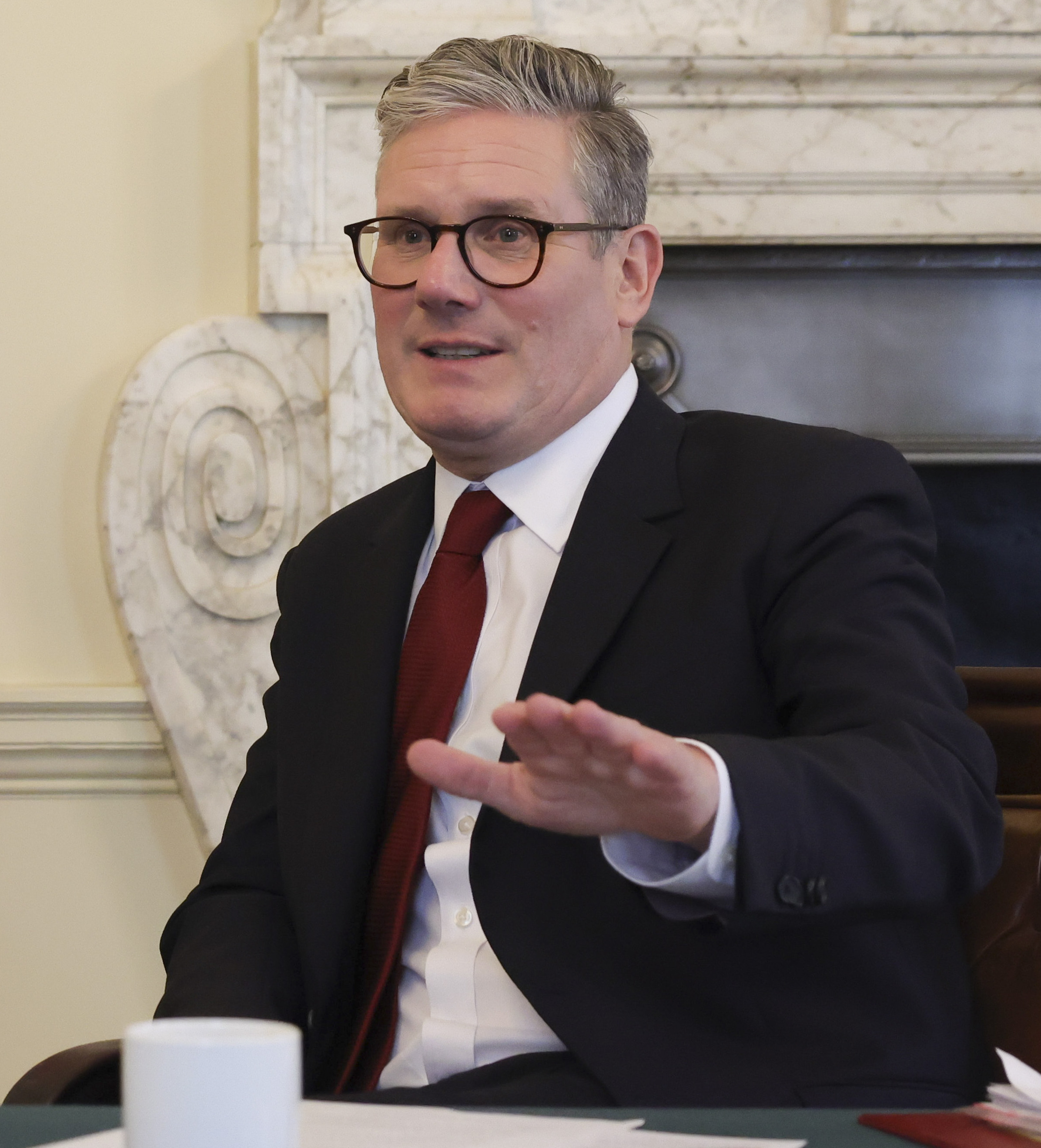
現任英國首相施紀賢

2020年英國工黨黨魁選舉中，施紀賢击败丽贝卡·隆-贝利与麗莎·南迪，于4月4日接替科尔宾成为新任工黨黨魁。任內，他將工黨路線推向回中間派定位，並致力於消除黨內的反猶太主義問題。他亦多次與前黨魁郝爾彬劃清界線，強調工黨應重新以成為執政黨為目標，而非繼續為壓力團體。工黨的支持率於2022年再次超越保守黨，而他亦成功帶領工黨勝出2023年及2024年的地方選舉。
2024年英國大選，工黨再次取得壓倒性勝利，贏得411個下議院議席，並結束長達14年的保守黨執政時期。施紀賢亦是自2005年貝理雅後首位赢得大選的工黨黨魁。

## 意識形態
工黨在政治光譜中位於中間偏左，其創始目的是代表工會運動在英國國會內發聲。在1918年，剛制定的工黨黨章確立該黨的社會主義路線，其中第四條款訂明工黨會爭取「生產、分配和交換手段」的公有制。儘管在第二次世界大戰後，英國約三分之一的產業被收歸國有，並持續至1980年代；到1950年代末，工黨內部右派開始質疑進一步推行國有化的必要性。受安東尼·克羅斯蘭1956年出版的一書影響，以葛斯克為首的黨內派系認為該承諾已不合時宜。1959年，工黨曾試圖刪除第四條款但未成功。直到1994年，托尼·布莱尔及新工黨的改革派才成功將其移除；經過修改後的黨章第四條款已不再明確堅持產業公有制，而是提倡「市場的企業精神及競爭的嚴謹性」，以及「高質素的公共服務......應是公有的，或對公眾負責的」。
由於歷來受到凱恩斯主義經濟學影響，工黨往往支持政府干預市場以及財富再分配。例如，該黨在1974年10月的競選宣言中，將稅收視為實現「財富和收入重大再分配」的手段。該黨亦主張加強勞工權利及建立福利國家體制，包括由政府資助的公共醫療體系。自1980年代末起，工黨逐步採納自由市場政策；許多觀察家因此將工黨描述為社會民主主義或「第三條道路」政黨，而非民主社會主義政黨。另一些評論員則更進一步認為，近年來歐洲傳統的社會民主政黨（包括英國工黨）已經發生極大轉變，以至於不再能夠被視為真正的「社會民主主義政黨」，而這種意識形態上的轉變也對工黨與工會的傳統關係帶來新壓力。

## 黨內派系
- 软左翼
- 社会主义运动团体

## 黨章和結構
工黨是由個別黨員及選區工黨、附屬工會、社會主義社團和合作黨組成的會員制組織。在下議院，所屬的國會議員會自動成為國會工黨（該黨的黨團）的成員。
在國家層級，該黨的正式決策機構包括全國執行委員會、工黨大會及國家政策論壇；但實際上，工黨的下議院領導層對政綱及政策制定有最終決定權。 現時的工黨大會涵蓋多個「主題」言辭、嘉賓演講和問答環節，而對該黨政策的具體討論會在國家政策論壇上進行。
工黨並非一個法人團體或具獨立的法人資格，而工黨的規則手冊會依法規範該黨組織及與其黨員的關係。在任何法律事務或訴訟中，工黨總幹事會代表工黨的其他黨員。

### 工會聯繫
由於工黨是由多個工會和社會主義社團創立，因此該黨一直與工會保持緊密聯繫，並成為其對外形象及特點。任何屬工會聯盟的英國工會只要繳付年費並認同工黨理念，即可成為該黨的附屬工會（英語：affiliated unions），有權選出13名全國執行委員會委員（33%）及50%的工黨大會黨代表。截止2025年，工黨的附屬工會為如下：
- 列車司機及司爐協會（英语：Associated Society of Locomotive Engineers and Firemen）（ASLEF）
- 社群 (工會)（英语：Community (trade union)）（Community）
- 通訊業人員工會（英语：Communication Workers Union） (CWU)
- 消防隊工會（英语：Fire Brigades Union） (FBU)
- 英國總工會（英语：GMB (trade union)） (GMB)
- 音樂家工會（英语：Musicians' Union） (MU)
- 大不列顛全國礦工工會（英语：National Union of Mineworkers (Great Britain)）（NUM）
- 運輸受薪從業員協會（英语：Transport Salaried Staffs' Association） (TSSA)
- UNISON（英语：Unison (trade union)）
- Unite（英语：Unite the Union）
- 工廠、配送及相關人員工會（英语：Union of Shop, Distributive and Allied Workers）（USDAW）

工會及工黨聯絡組織是一個黨內協調機構，負責在國家、區域和地方各級，為附屬工會成員提供政策和競選活動上的支援。
近年，工黨及工會的關係越趨緊張。例如在2004年，鐵路、海事和運輸工人全國聯盟因允許其蘇格蘭分支機構加入左翼的蘇格蘭社會黨而被開除黨藉。其他工會也面臨其成員要求減少對黨的財政支持，並尋求更有效的政治代表來表達他們對私有化、削減公共支出和反工會法的看法。UNISON和英國總工會都威脅要撤消對選區議員的資金支持，而前者成員戴夫·普伦蒂斯警告說工會將「不再開空白支票」，並對該工會「餵食一隻咬我們的手」感到不滿。

### 國際聯繫
工黨是歐洲社會黨的創始成員之一；英國仍然在歐盟成員國時，該黨的歐洲議會黨團（英語：European Parliamentary Labour Party）的是社會民主進步聯盟一部份。
1923年至1940年期間，工黨曾經是社會主義工人國際的成員之一。自1951年起，工黨成為社會黨國際的一員，而該組織亦是時任工黨黨魁克莱门特·艾德礼的推動下成立的。2013年2月，全國執行委員會出於「道德考量及希望透過新渠道發展國際合作」，決定將該黨的組織成員身份降級為觀察員。
2013年5月22日，工黨與德國社會民主黨及其他社會民主政黨合作，共同創立進步聯盟。

## 領導層

### 工黨黨魁
工黨黨魁是英國工黨的領導人，負責制定及推廣工黨的競選方針及施政理念。
黨魁一職成立於1922年（前稱為國會工黨主席），現時由工黨黨員「一人一票」選舉產生。鑒於英國的兩黨制，近代的工黨黨魁多數會成為首相或反對黨領袖，並在下議院內帶領其內閣或影子內閣。
歷任工黨首相
| 姓名            | 肖像 | 出生國 | 首相任期                     |
| --------------- | ---- | ------ | ---------------------------- |
| 拉姆齊·麥克唐納 |      | 苏格兰 | 1924年；1929年-1931年        |
| 艾德禮          |      | 英格兰 | 1945年-1951年                |
| 哈羅德·威爾遜   |      | 英格兰 | 1964年-1970年；1974年-1976年 |
| 詹姆斯·卡拉漢   |      | 英格兰 | 1976年-1979年                |
| 貝理雅          |      | 苏格兰 | 1997年-2007年 （貝理雅內閣） |
| 白高敦          |      | 苏格兰 | 2007年-2010年 （白高敦內閣） |
| 施紀賢          |      | 英格兰 | 2024年至今 （施紀賢內閣）    |

### 工黨副黨魁
工黨副黨魁是英國工黨內的第二領導人，負責協助工黨黨魁處理黨務，在制定政策綱領及競選事宜提供意見。
按照黨章，如果黨魁一職出現空缺時而工黨當時是反對黨，副黨魁會自動成為署理黨魁，直至新任黨魁獲選為止；但工黨如果是執政黨，署理人選將由英國內閣在徵詢工黨全國執行委員會意見後，委任一位臨時黨魁。

### 上議院黨團領袖
- 理查德·霍爾丹，第一代霍爾丹子爵，1924 - 1928
- 查爾斯·克里普斯，第一代帕穆尔男爵，1928 - 1931
- 阿瑟·龐森比，第一代Shulbrede的龐森比男爵，1931 - 1935
- 哈里·斯涅爾，第一代斯涅爾男爵，1935 - 1940年
- 克里斯托弗·艾迪，第一代艾迪子爵，1940 - 1952
- 威廉·乔伊特，第一代Jowitt伯爵，1952 - 1955
- 艾伯特·維克多·亞歷山大，第一代希爾斯伯勒的亞歷山大伯爵，1955 - 1964
- 法蘭克·帕金頓，第一代帕金頓男爵，1964 - 1968
- 愛德華·沙克爾頓，沙克爾頓男爵，1968 - 1974
- 马尔科姆·谢泼德，第二代谢泼德男爵，1974 - 1976
- 弗雷德·皮爾特，皮爾特男爵，1976 - 1982
- 克莱德温·休斯，彭諾斯的克莱德温男爵，1982 - 1992
- 艾弗·理查德，理查德男爵，1992 - 1998年
- 瑪格麗特·傑伊，帕丁頓的傑伊男爵，1998 - 2001
- 加雷斯·威廉斯，莫斯廷的威廉斯男爵，2001 - 2003
- 瓦萊麗·阿莫斯，阿莫斯男爵夫人，2003 - 2007
- 艾嘉蓮女男爵，2007 - 2008
- 珍妮特·羅亞爾，布來斯頓的羅亞爾女男爵，2008 - 2015
- 沈安琪女男爵（英语：Angela Smith, Baroness Smith of Basildon），2015 -

## 選舉紀錄

### 下議院選舉
| 選舉        | 黨魁                 | 得票       | 得票比例 | 總議席    | +/-   | 結果                                   |
| 1900年      | 凱爾·哈第            | 62,698     | 1.8%     | 2 / 670   | ▲ 2   | 保守黨勝選                             |
| 1906年      | 凱爾·哈第            | 321,663    | 5.7%     | 29 / 670  | ▲ 27  | 自由黨勝選                             |
| 1910年1月   | 阿瑟·亨德森          | 505,657    | 7.6%     | 40 / 670  | ▲ 11  | 聯合政府（自由黨少数派政府）           |
| 1910 (10月) | 喬治·尼誥·巴恩斯     | 371,802    | 7.1%     | 42 / 670  | ▲ 2   | 聯合政府（自由黨少数派政府）           |
| 1918        | 威廉·亞當森          | 2,245,777  | 21.5%    | 57 / 707  | ▲ 15  | 自由黨/保守黨聯盟勝選                  |
| 1922        | 約翰·羅伯特·克萊恩斯 | 4,076,665  | 29.7%    | 142 / 615 | ▲ 85  | 保守黨勝選                             |
| 1923        | 拉姆齊·麥克唐納      | 4,267,831  | 30.7%    | 191 / 615 | ▲ 49  | 工黨少數派政府（聯合政府）             |
| 1924        | 拉姆齊·麥克唐納      | 5,281,626  | 33.3%    | 151 / 615 | ▼ 40  | 保守黨勝選                             |
| 1929        | 拉姆齊·麥克唐納      | 8,048,968  | 37.1%    | 287 / 615 | ▲ 136 | 工黨少數派政府（聯合政府）             |
| 1931        | 阿瑟·亨德森          | 6,339,306  | 30.8%    | 52 / 615  | ▼ 235 | 國家聯盟勝選（保守黨主導）             |
| 1935        | 克莱门特·艾德礼      | 7,984,988  | 38.0%    | 154 / 615 | ▲ 102 | 國家聯盟勝選（保守黨主導）             |
| 1945        | 克莱门特·艾德礼      | 11,967,746 | 49.7%    | 393 / 640 | ▲ 239 | 工黨勝選                               |
| 1950        | 克莱门特·艾德礼      | 13,266,176 | 46.1%    | 315 / 625 | ▼ 78  | 工黨勝選                               |
| 1951        | 克莱门特·艾德礼      | 13,948,883 | 48.8%    | 295 / 625 | ▼ 20  | 保守黨勝選                             |
| 1955        | 克莱门特·艾德礼      | 12,405,254 | 46.4%    | 277 / 630 | ▼ 18  | 保守黨勝選                             |
| 1959        | 休·蓋茨克            | 12,216,172 | 43.8%    | 258 / 630 | ▼ 19  | 保守黨勝選                             |
| 1964        | 哈羅德·威爾遜        | 12,205,808 | 44.1%    | 317 / 630 | ▲ 59  | 工黨勝選                               |
| 1966        | 哈羅德·威爾遜        | 13,096,629 | 48.0%    | 364 / 630 | ▲ 47  | 工黨勝選                               |
| 1970        | 哈羅德·威爾遜        | 12,208,758 | 43.1%    | 288 / 630 | ▼ 76  | 保守黨勝選                             |
| 1974        | 哈羅德·威爾遜        | 11,645,616 | 37.2%    | 301 / 635 | ▲ 13  | 工黨少数派政府（聯合政府）             |
| 1974        | 哈羅德·威爾遜        | 11,457,079 | 39.2%    | 319 / 635 | ▲ 18  | 工黨勝選                               |
| 1979        | 詹姆士·卡拉漢        | 11,532,218 | 36.9%    | 269 / 635 | ▼ 50  | 保守黨勝選                             |
| 1983        | 邁克爾·富特          | 8,456,934  | 27.6%    | 209 / 650 | ▼ 60  | 保守黨勝選                             |
| 1987        | 尼爾·基諾克          | 10,029,807 | 30.8%    | 229 / 650 | ▲ 20  | 保守黨勝選                             |
| 1992        | 尼爾·基諾克          | 11,560,484 | 34.4%    | 271 / 651 | ▲ 42  | 保守黨勝選                             |
| 1997        | 托尼·布莱尔          | 13,518,167 | 43.2%    | 418 / 659 | ▲ 145 | 工黨勝選                               |
| 2001        | 托尼·布莱尔          | 10,724,953 | 40.7%    | 412 / 659 | ▼ 6   | 工黨勝選                               |
| 2005        | 托尼·布莱尔          | 9,552,436  | 35.2%    | 355 / 646 | ▼ 57  | 工黨勝選                               |
| 2010        | 戈登·布朗            | 8,606,517  | 29.0%    | 258 / 650 | ▼ 97  | 保守黨勝選（與自由民主黨組建聯合政府） |
| 2015        | 文立彬               | 9,347,324  | 30.4%    | 232 / 650 | ▼ 26  | 保守黨勝選                             |
| 2017        | 傑瑞米·柯賓          | 12,877,918 | 40.0%    | 262 / 650 | ▲ 30  | 保守黨勝選（保守黨少数派政府）         |
| 2019        | 傑瑞米·柯賓          | 10,269,051 | 32.2%    | 202 / 650 | ▼ 60  | 保守黨勝選                             |
| 2024        | 施紀賢               | 9,708,716  | 33.7%    | 411 / 650 | ▲ 209 | 工黨勝選                               |

### 構成國議會選舉

#### 蘇格蘭議會選舉
| 選舉 | 得票  | 得票    | 議席  | 議席    | 總議席   | +/-  | 議會地位   | 執政情況                |
| 選舉 | %     | 席位    | %     | 席位    | 總議席   | +/-  | 議會地位   | 執政情況                |
| ---- | ----- | ------- | ----- | ------- | -------- | ---- | ---------- | ----------------------- |
| 1999 | 38.8% | 53 / 73 | 33.6% | 3 / 56  | 56 / 129 | ━    | ━ 最大黨   | 工黨–自由民主黨聯合政府 |
| 2003 | 34.6% | 46 / 73 | 29.3% | 4 / 56  | 50 / 129 | ▼ 6  | ━ 最大黨   | 工黨–自由民主黨聯合政府 |
| 2007 | 32.2% | 37 / 73 | 29.2% | 9 / 56  | 46 / 129 | ▼ 4  | ▼ 第二大黨 | 蘇格蘭民族黨            |
| 2011 | 31.7% | 15 / 73 | 26.3% | 22 / 56 | 37 / 129 | ▼ 9  | ━ 第二大黨 | 蘇格蘭民族黨            |
| 2016 | 22.6% | 3 / 73  | 19.1% | 21 / 56 | 24 / 129 | ▼ 13 | ▼ 第三大黨 | 蘇格蘭民族黨            |
| 2021 | 21.6% | 2 / 73  | 17.9% | 20 / 56 | 22 / 129 | ▼ 2  | ━ 第三大黨 | 蘇格蘭民族黨            |

#### 威爾斯議會選舉
| 選舉 | 地方選區 | 地方選區 | 地方選區 | 選舉區域 | 選舉區域 | 選舉區域 | 總議席  | 議席變化 | 執政黨          |
| 選舉 | 得票     | %        | 議席     | 得票     | %        | 議席     | 總議席  | 議席變化 | 執政黨          |
| ---- | -------- | -------- | -------- | -------- | -------- | -------- | ------- | -------- | --------------- |
| 1999 | 384,671  | 37.6     | 27 / 40  | 361,657  | 35.5     | 1 / 20   | 28 / 60 | 不適用   | 工黨–自由民主黨 |
| 2003 | 340,515  | 40.0     | 30 / 40  | 310,658  | 36.6     | 0 / 20   | 30 / 60 | ▲ 2      | 工黨少數政府    |
| 2007 | 314,925  | 32.2     | 24 / 40  | 288,954  | 29.7     | 2 / 20   | 26 / 60 | ▼ 4      | 工黨–威爾斯黨   |
| 2011 | 401,677  | 42.3     | 28 / 40  | 349,935  | 36.9     | 2 / 20   | 30 / 60 | ▲ 4      | 工黨少數政府    |
| 2016 | 353,866  | 34.7     | 27 / 40  | 319,196  | 31.5     | 2 / 20   | 29 / 60 | ▼ 1      | 工黨–自由民主黨 |
| 2021 | 443,047  | 39.9     | 27 / 40  | 401,770  | 36.2     | 3 / 20   | 30 / 60 | ▲ 1      | 工黨少數政府    |